# Henri Rivière (artiste)
Pour les articles homonymes, voir Henri Rivière et Rivière (homonymie).
Henri Rivière, né en 1864 à Paris, mort en 1951 à Sucy-en-Brie, est un artiste peintre, graveur et illustrateur français.
Directeur artistique du théâtre d'ombres au cabaret du Chat noir de 1886 à 1897, il s'est particulièrement illustré comme metteur en scène, scénographe et créateur de décors.
À partir de 1882, il s'adonne à l'estampe et pratique successivement l'eau-forte, la gravure sur bois et la lithographie. Il participe au succès de l'estampe originale, au renouveau de la xylographie et au développement de l'estampe en couleurs. Par son style et ses expérimentations techniques, il est l'une des figures majeures du japonisme. Ses sujets de prédilections sont la Bretagne et Paris.

## Biographie

### Jeunesse et formation
Henri Rivière naît en 1864 à Paris. Par sa mère Henriette, il est le neveu d'Alphonse-Henri-François Leroux (1831-1895), industriel de la chicorée à Orchies. Son père est mercier et originaire d'Ax-les-Thermes.
Enfant, le jeune Rivière forme son œil dans les livres et revues illustrées : il admire particulièrement les gravures sur bois debout de Daniel Vierge et de Gustave Doré.
Autour de 1880, il apprend la peinture auprès du peintre d'histoire Émile Bin, qui tient une académie libre, qu'Henri Rivière et Paul Signac, amis d'enfance, fréquentent.

### Carrière artistique
Il commence sa carrière par des travaux alimentaires d'illustrations pour différents journaux[Lesquelles ?]. En 1882, Signac le présente à Rodolphe Salis, qui le nomme secrétaire de rédaction suppléant de la revue hebdomadaire du Chat noir : il illustre certains textes et se voit chargé de la direction de l'Album du Chat noir. De 1886 à 1897, il est le directeur artistique du théâtre d'ombres du Chat noir : ses créations lui assurent ses premiers succès.

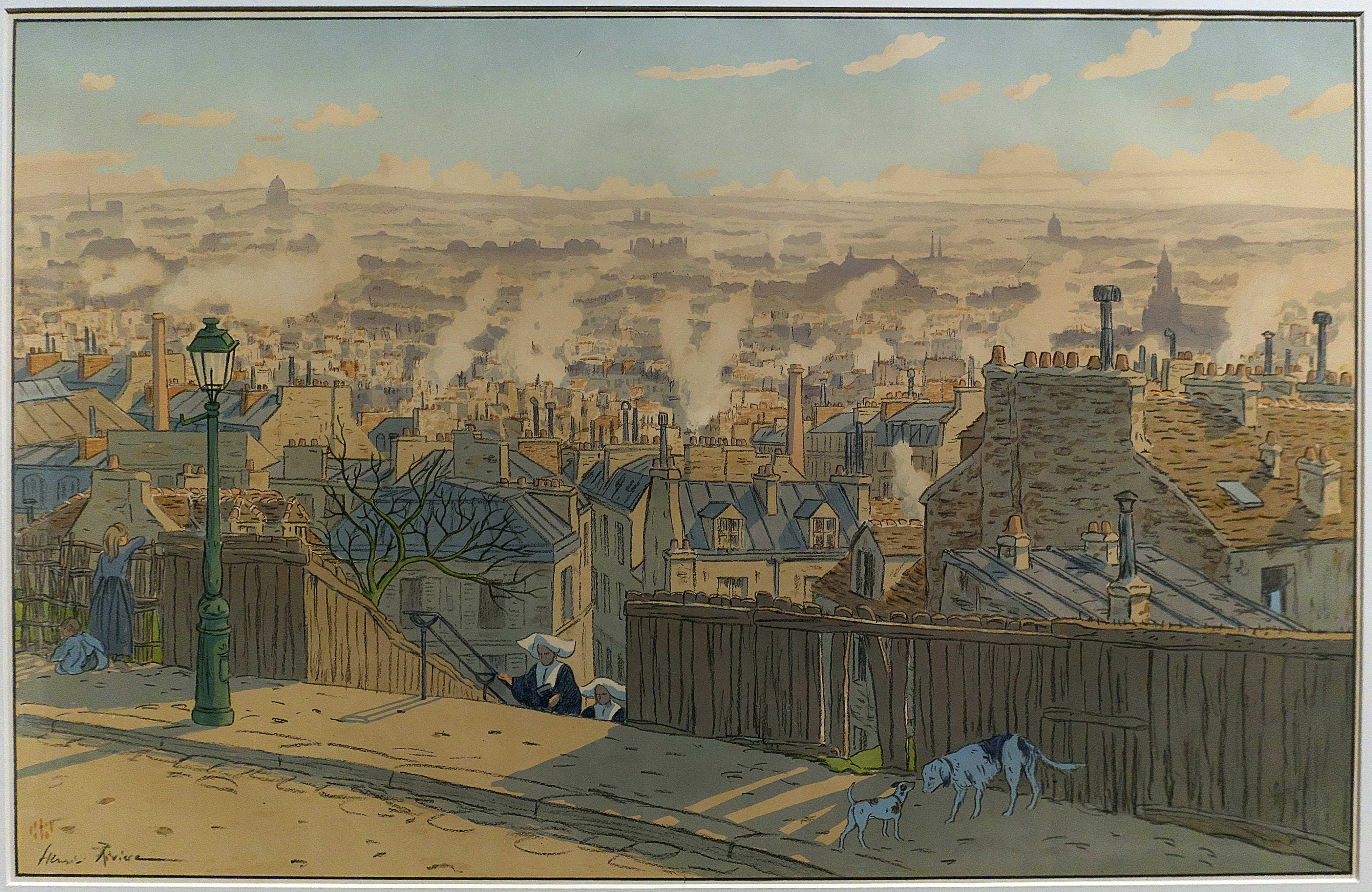
Paris vu de Montmartre, lithographie, 1900,, planche no 2 de la série des Paysages parisiens

C'est cependant à l'estampe qu'il va consacrer l'essentiel de sa carrière : après avoir expérimenté l'eau-forte originale, il s'adonne à la gravure sur bois en couleurs, en s'inspirant de l'estampe japonaise. À partir de 1894, il abandonne la xylographie pour la lithographie, qui offre un potentiel de diffusion plus grand à ses œuvres. Sa production d'estampes se tarit au cours de la Première guerre mondiale : désormais, il ne pratiquera plus que l'aquarelle.

### Vie privée
Il se marie en 1895 avec Eugénie Ley et habite au no 29 boulevard de Clichy à Paris. Son atelier est situé rue Bochart-de-Saron.
En 1912, à la mort de son frère Jules, il s'occupe de son neveu Georges Henri Rivière, futur muséologue.

### Ses voyages influencent son œuvre

#### Lien avec la Bretagne
Henri Rivière découvre la Bretagne dans sa jeunesse : sur les conseils de son ami Paul Signac, il passe ses vacances à Saint-Briac. À partir de 1885, il séjourne en Bretagne chaque année, généralement de mai à octobre. Il fréquente la côte septentrionale (Saint-Briac, Saint-Cast, Perros-Guirec, Ploumanach) et, à partir de 1892, la Cornouaille finistérienne (Tréboul, Camaret, Morgat et l'ensemble de la Baie de Douarnenez). En 1895, il se fait construire une maison, Landiris, à Loguivy-de-la-Mer (Ploubazlanec, à l'embouchure du Trieux), qu'il vendra en 1913. 

Vues de Bretagnes lithographiées (Série Le Beau Pays de Bretagne)
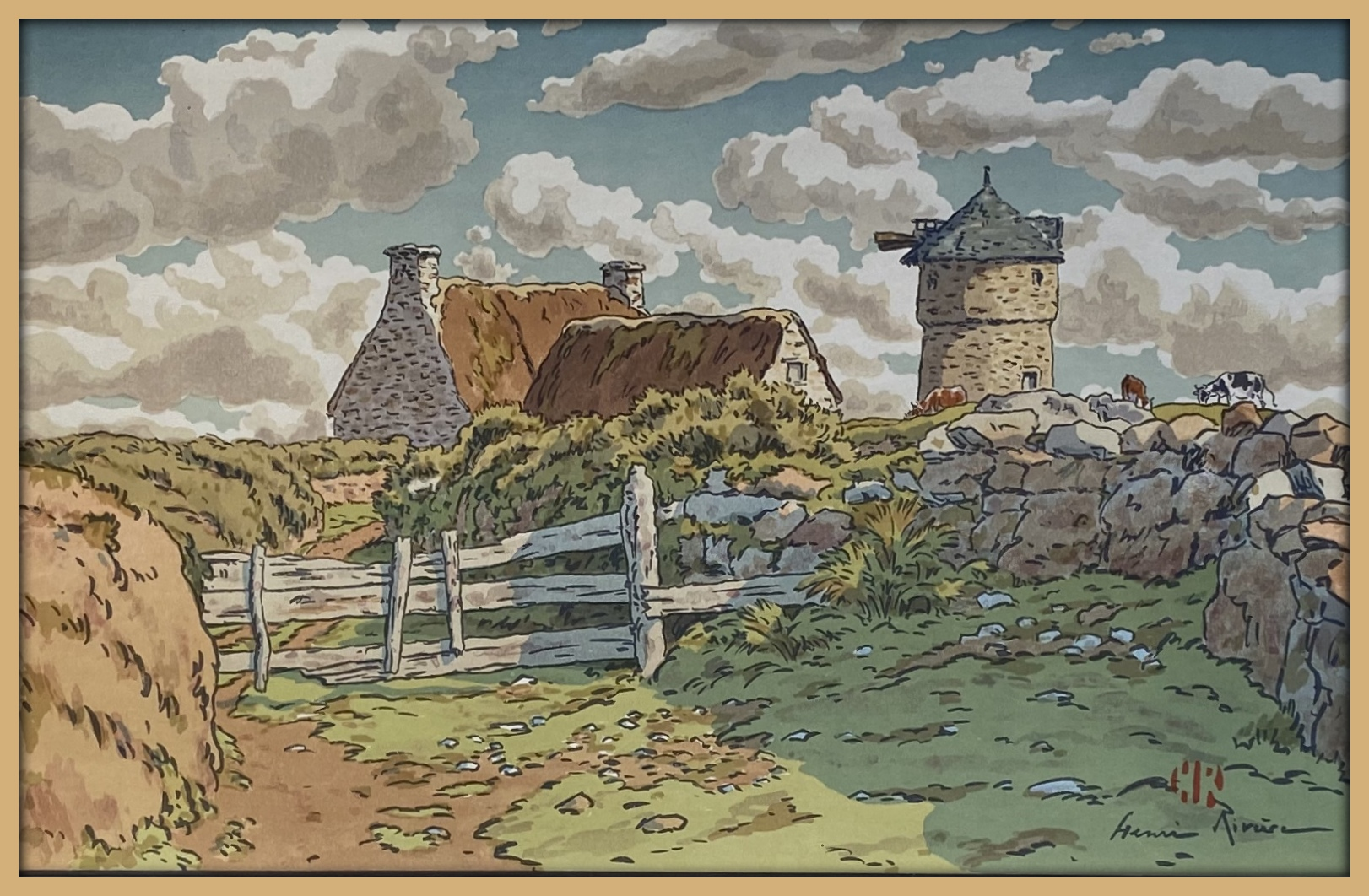
Le vieux moulin à Loguivy, 1910
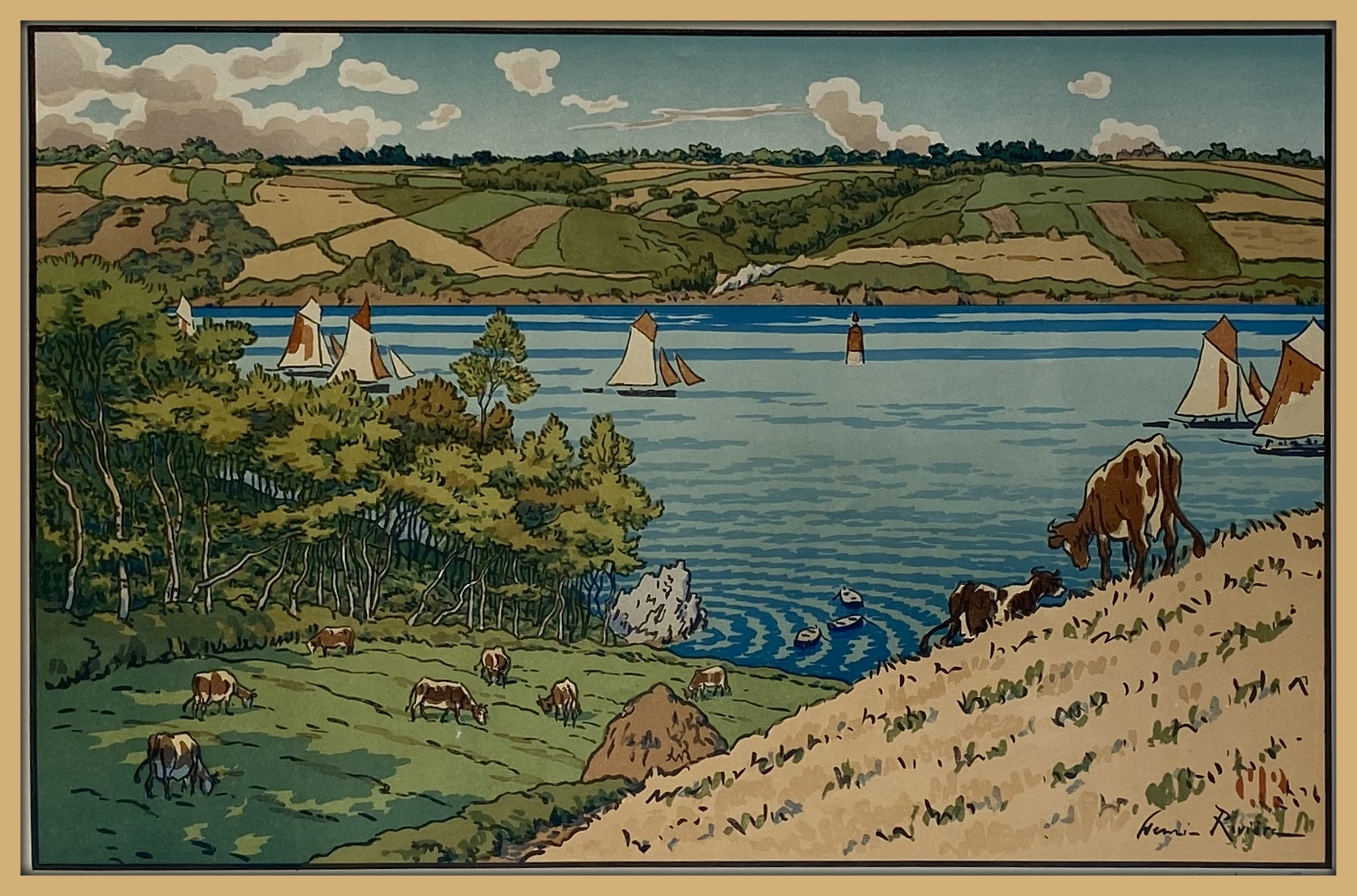
Le Trieux à Kermarie, 1912
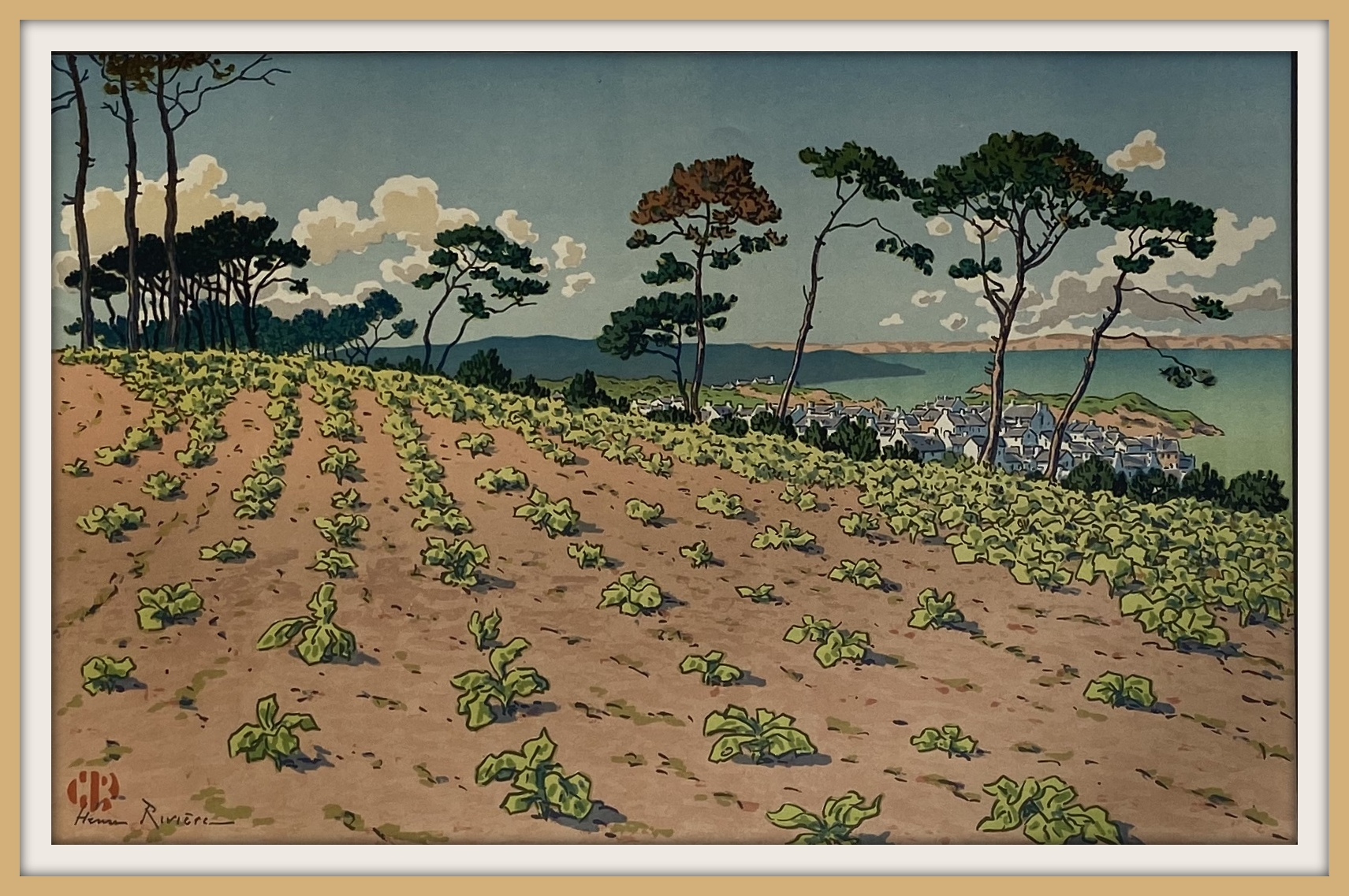
Douarnenez, vue de la route du Ris, 1914
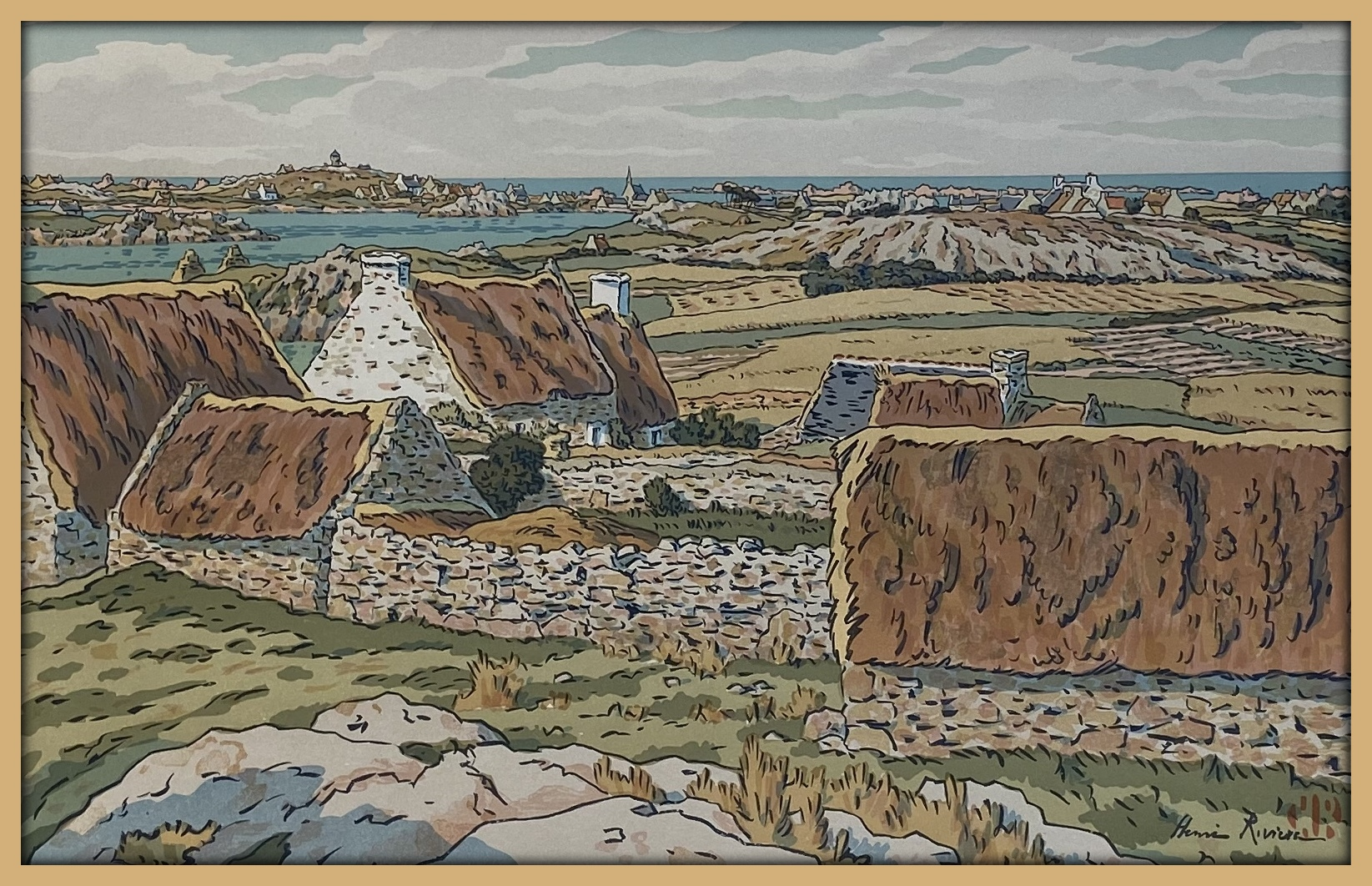
Île de Bréhat, 1913
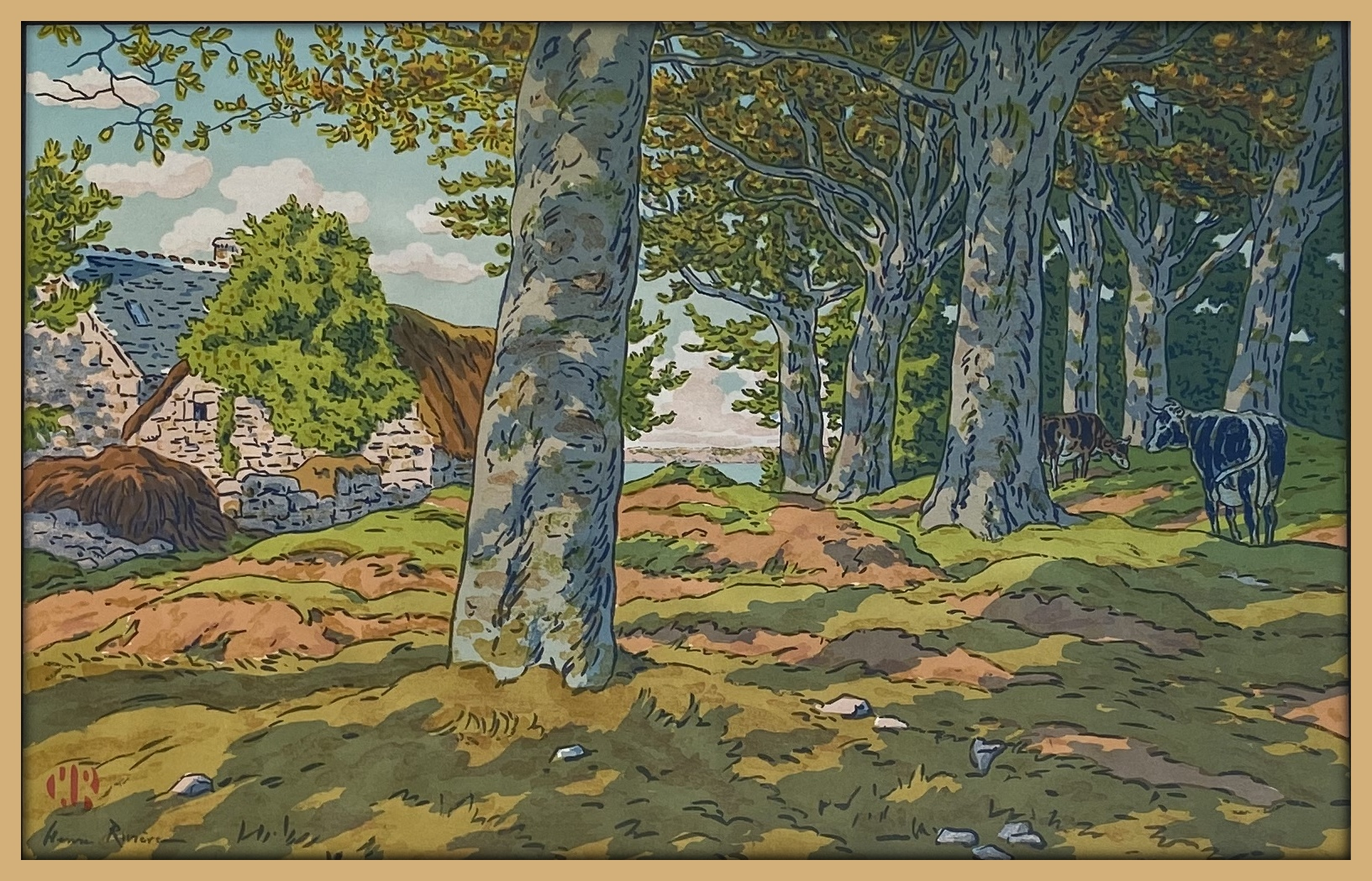
Le bois de hêtres à Kerzaden, 1917

Durant ses séjours bretons, il se consacre à des études sur le motif, d'abord à la gouache puis à l'aquarelle : il constitue un répertoire de motifs, dont certains sont repris dans ses estampes.

#### Dans le reste de la France
Pendant l'Entre-deux-guerres, il voyage beaucoup : les lieux représentés dans ses œuvres montrent par exemple des séjours en Savoie (à Barberaz, 1918), à Besse-en-Chandesse (1921), en Seine-Inférieure et en Île-de-France (entre 1923 et 1925), le long de la Côte méditerranéenne (Cassis, Bormes, Banyuls, Biot, Mougins, etc.., entre 1924 et 1934), Nyons (1927-1928), le Luberon (Lourmarin, 1934). Il passe la Seconde Guerre mondiale à Buis-les-Baronnies où son épouse meurt en 1943 ; il séjourne aussi cette année-là dans le Périgord (Saint-Germain-et-Mons). Lui-même devient aveugle en 1944. Il dicte ses mémoires, publiés en 2004 sous le titre Les Détours du chemin.
À son décès, une sélection de ses œuvres est léguée à la Bibliothèque nationale de France. En 2006, la collection est enrichie du fonds d'atelier, entré par dation.

## Le théâtre d'ombres du Chat noir (1886-1897)

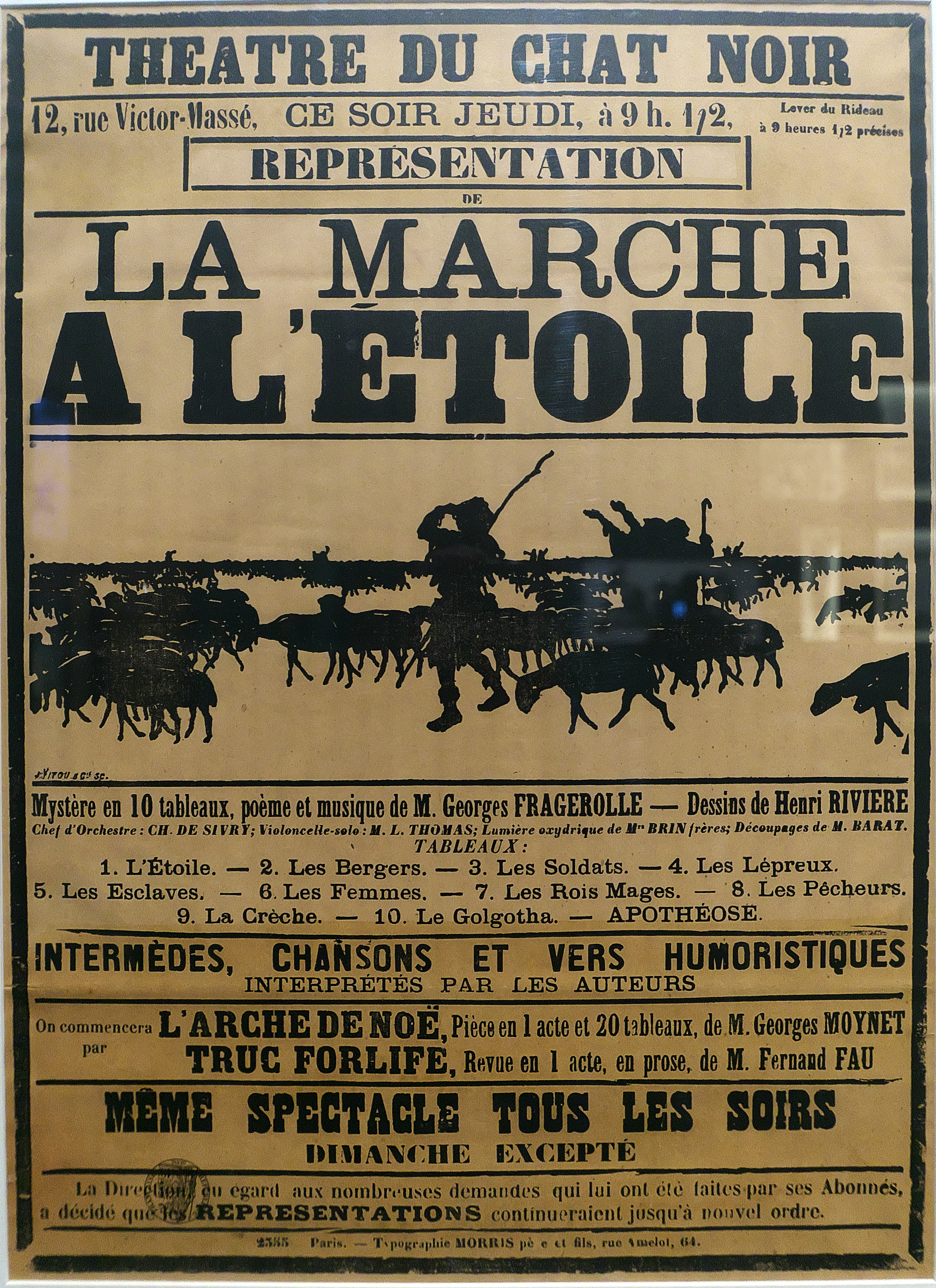
Affiche pour La Marche à l'Étoile

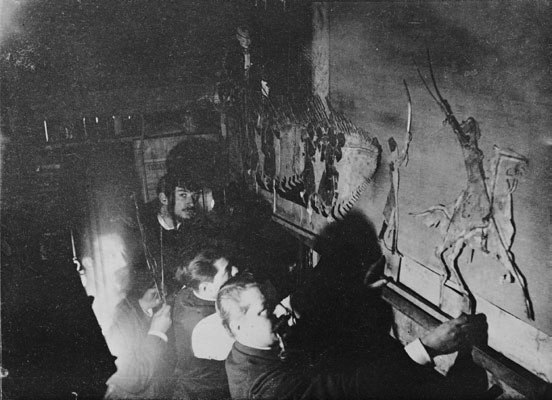
Les coulisses du théâtre d'ombres du chat noir pendant une représentation

En 1886, Rodolphe Salis lui confie la responsabilité du théâtre d'ombres qu'il créé au sein du cabaret du chat noir. Henri Rivière en assurera la direction artistique jusqu'à la fermeture du cabaret en 1897. Cette expérience est un jalon essentiel dans sa carrière artistique et contribue fortement à sa renommée.
Les spectacles consistent en la projection sur un écran de silhouettes découpées dans des feuilles de zinc. Le caractère novateur du théâtre d'ombres conçu par Henri Rivière repose sur les fonds colorés, restituant avec subtilité des effets météorologiques : couchers de soleil, nuits brumeuses, levers de lune. Ils sont produits à l'aide de combinaisons de plaques de verre colorées et d'un appareil de projection à lumière oxhydrique.
Henri Rivière conçoit la mise en scène et les décors de tous les spectacles. Parmi les plus grands succès du théâtre d'ombres, figure La Tentation de Saint-Antoine, en 40 tableaux, sur un texte d'Édouard Norès d'après le poème de Gustave Flaubert. L'œuvre la plus célèbre demeure La Marche à l'étoile, mystère en 10 tableaux (1893), sur les poèmes et la musique de Georges Fragerolle.

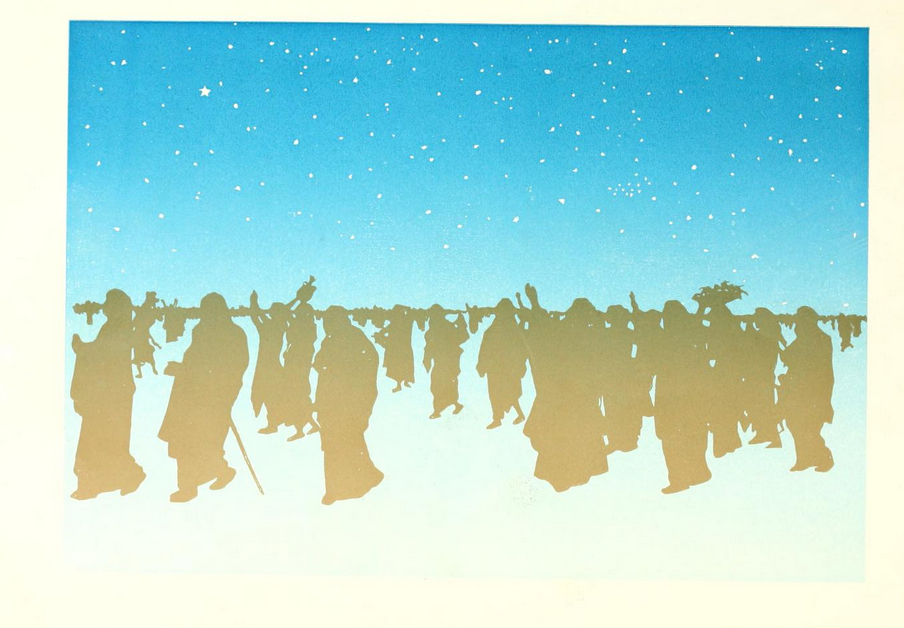
Chromolithographie d'un tableau de la Marche à l'Étoile, illustrant l'album-partition, publié en 1899.

L'édition des partitions, illustrées de lithographies inspirées des tableaux du spectacle participe de la large diffusion des créations d'Henri Rivière.

Le travail de metteur en scène d'Henri Rivière est célébré par ses contemporains et reçoit une excellente réception critique. Henri Rivière ne poursuit cependant pas dans cette voie, préférant, à partir de 1897, se consacrer exclusivement à l'estampe. Son travail de graveur et de lithographe est profondément redevable à cette première expérience de décorateur pour le théâtre d'ombres du Chat noir : les expérimentations de verres colorés et le travail en silhouettes d'ombre inspireront l'esthétique de ses estampes en couleurs. 

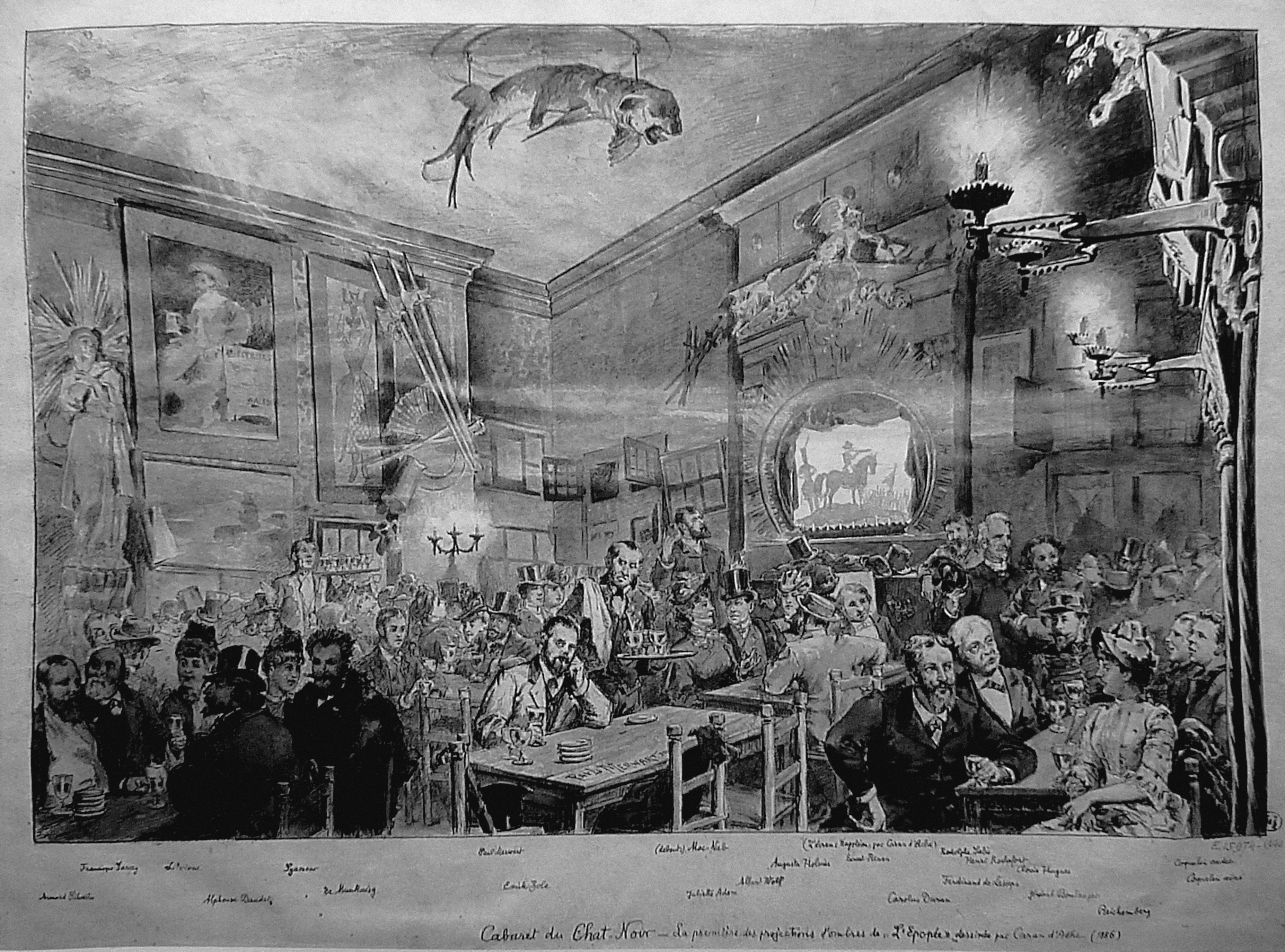
Une séance du théâtre d'ombres au Chat Noir en 1886.

### Liste des spectacles d'ombres créés au Chat noir
- 1887 : La Tentation de Saint-Antoine, féerie à grand spectacle en 2 actes et 40 tableaux , musique arrangée par Georges Fragerolle et Albert Tinchant, première le 28 décembre 1887 — publié sous forme d'album chez Plon en 1887[6].
- 1888 : Phryne et Scènes grecques, à partir de 1888, sur une musique de Charles de Sivry[7].
- 1890 : La Marche à l'étoile, mystère en 10 tableaux, poèmes et musique de Georges Fragerolle, 1893 — publié sous forme d'album chez Enoch/Marpon & Flammarion en 1899[8], réédité en 1902.
- 1893 : Sainte-Geneviève, poème et musique de Claudius Blanc et de Léopold Dauphin[9],[10].
- 1894 : L'Enfant prodigue, scène biblique en 7 tableaux, poèmes et musique de Fragerolle, donné le 3 décembre 1894— publié sous forme d'album chez Enoch/Flammarion en 1895[11].
- 1896 : Clairs de lune, féérie en 6 tableau, sur un poème et une musique de Georges Fragerolle, donné le 14 décembre 1896 et publié en album chez Enoch et Flammarion en 1897.
- 1898 : Le Juif-errant, légende en 8 tableaux, musique de Georges Fragerolle[12],[13], donné pour la première fois au Théâtre Antoine le 7 avril 1898. Publié sous forme d'album l'année même par Flammarion et Enoch.

## Acteur du renouveau de l'estampe

### Les débuts comme aquafortiste (1882-1888)
Henri Rivière réalise ses premiers essais de gravure en 1882 : il s'adonne d'abord à l'eau-forte et grave des petits paysages parisiens et bretons. Il apprécie la « cuisine » de l'eau-forte et mêle aquatinte, vernis mou et pointe sèche aux traits d'eau-forte. Ses premiers cuivres sont tirés entre 5 et 15 exemplaires, soit par lui-même soit par l'imprimeur Auguste Delâtre. Son eau-forte la plus célèbre est l'enterrement aux parapluies (1885), réalisée en écho au Petit enterrement gravé par Félix Buhot en 1883.
Ses premières expérimentations s'inscrivent dans la vogue de l'eau-forte originale, dans laquelle s'illustrent également Félix Bracquemond, Camille Pissarro, Edgar Degas et Félix Buhot. À partir de 1890, Henri Rivière participe régulièrement à leur côté aux expositions de la Société des peintres-graveurs.
Autour de 1906, il renoue avec l'eau-forte, sous l'impulsion d'Auguste Delâtre.

### Les xylographies en couleurs dans l'esprit japonisant (1889-1893): l'estampe comme objet rare
En 1889, Henri Rivière réalise ses premières gravures sur bois, où il se montre très influencé par l'estampe japonaise.
L'apport d'Henri Rivière à la xylographie est autant esthétique que technique : fasciné par les gravures japonaises, il cherche à en percer les secrets d'impression en couleurs. À défaut d'aide et d'ouvrages pouvant l'aider dans cette voie, il étudie les estampes d'importation et mène des expérimentations visant à obtenir des effets similaires. Ses recherches portent particulièrement sur la préparation des encres et sur les techniques de repérage pour l'impression. Dans ses mémoires, il décrit ainsi ses tâtonnements :  

« J'en ignorais les tours de main d'encrage, d'impression, de repérage, et je me mis à chercher. Je gravai d'abord sur du poirier en bois de fil quelques planches de trait et de couleur (...) sans savoir comment je pourrais les imprimer. Pendant trois ou quatre mois je fis de nombreux essais et arrivai enfin au résultat désiré. C'était un peu ridicule d'inventer ainsi un procédé déjà existant (...) Je fabriquais moi-même les couleurs, les broyais, les encollais ; (...) et avec un frotton de mon invention, j'imprimais mes planches à la main, à vingt exemplaires chacune »

— Henri Rivière, Les détours du chemin

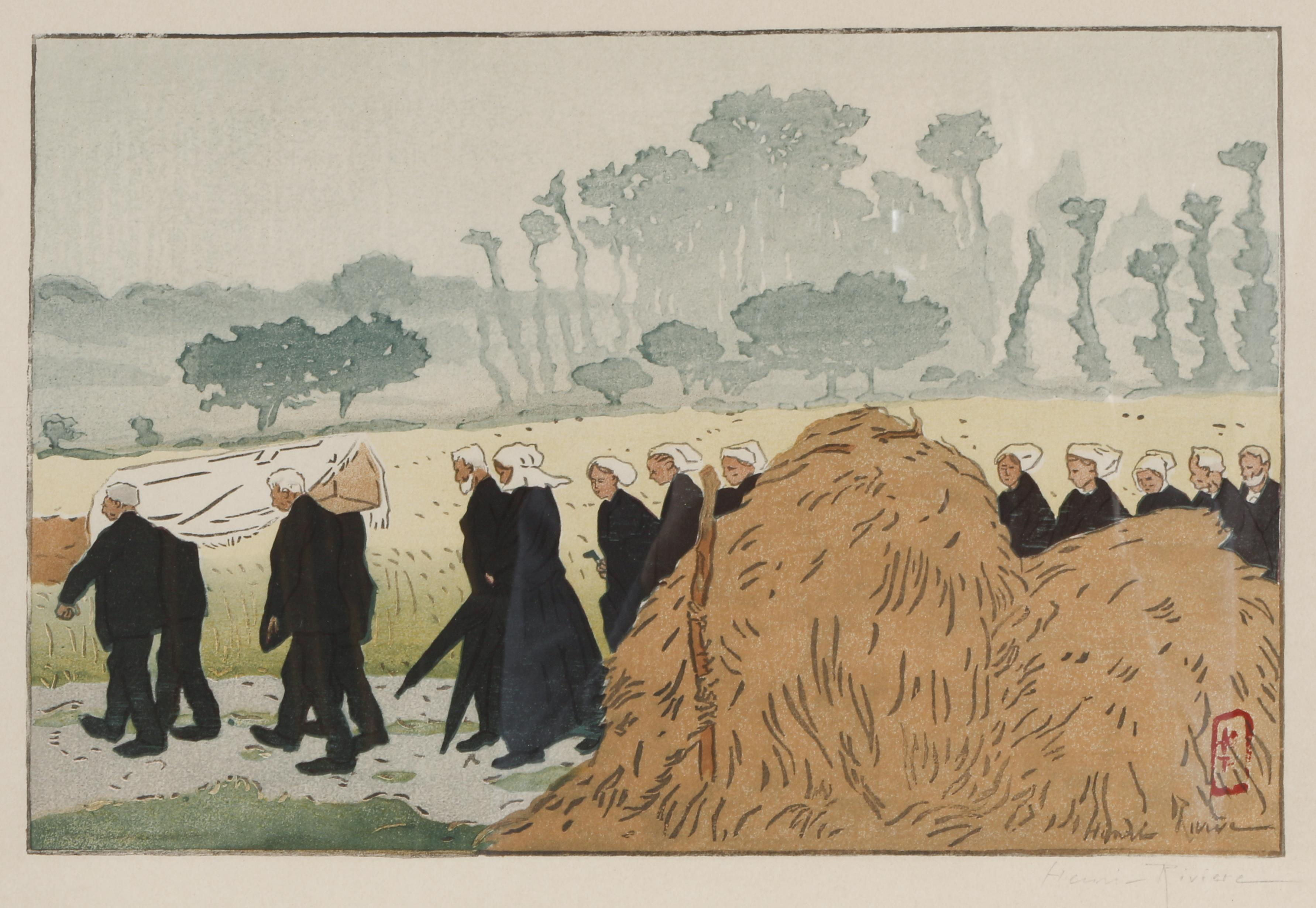
Enterrement à Trestraou, 1891, gravure sur bois en 12 matrices,, planche no 28 de la série Paysages Bretons.

Les gravures sur bois qu'il produit nécessitent la réalisation de plusieurs matrices, gravées au canif et à la gouge : une planche de trait, imprimée en noir, et plusieurs planches pour les couleurs (généralement autour d'une dizaine). Il tire lui-même ses épreuves à la main, imprimant successivement sur le papier les différentes matrices, dont les motifs doivent parfaitement se superposer.
Pour apporter plus de cachet à ses tirages, Henri Rivière choisit soigneusement ses supports d'impression : il utilise des papiers anciens japonais provenant de la liquidation d'une fabrique papetière de Tokyo, qu'il a pu se procurer auprès d'un importateur.
Chaque estampe est tirée à peu d'exemplaires, entre 5 et 20, ce qui en fait des objets rares, réservés à une clientèle d'amateurs éclairés.
Il présente son travail aux expositions de la Société des peintres-graveurs français : en 1892, notamment, ses Paysages Bretons sont particulièrement remarqués et loués pour la prouesse technique qu'ils représentent.
Sa pratique de la xylographie en couleurs atteint son paroxysme en 1893, lorsqu'il réalise Le Pardon de Sainte-Anne-la-Palud, composé de 5 feuilles, dont le tirage nécessite cinquante bois et plus de six mois de travail (quatre mois pour la réalisation des matrices, et deux mois supplémentaires pour les impressions).
La complexité d'exécution et d'impression de ses xylographies en couleurs mène Henri Rivière dans l'impasse : la réalisation de ses bois gravés, qu'il tire à peu d'exemplaires est trop long et contraignant, si bien que l'artiste abandonne la gravure sur bois pour se tourner exclusivement vers la lithographie en couleurs. Il laisse inachevés plusieurs projets, connus par des matrices inabouties et des gouaches préparatoires.

« Graver au canif sur bois de fil les contours d'une planche de trait n'a rien d'attrayant, c'est un métier purement manuel où n'intervient guère l'esprit. Les bois de couleur sont moins difficiles étant traités par larges à-plats, et encore, quels insipides milliers de coups de gouge doit-on donner pour laisser seulement en relief les parties à imprimer ! »

— Henri Rivière, Les détours du chemin

### Principales gravures sur bois
- Paysages Bretons, 1890-1894 : 44 xylographies en couleurs, imprimées en 10 à 12 bois. Les trente-trois premières estampes ont été exposées en 1892 au Salon de la Société des peintres-graveurs français, galerie Durand-Ruel.
- La Mer, études de vagues, 1890-1892 : six planches, sur des croquis exécutés à Saint-Briac et Douarnenez.

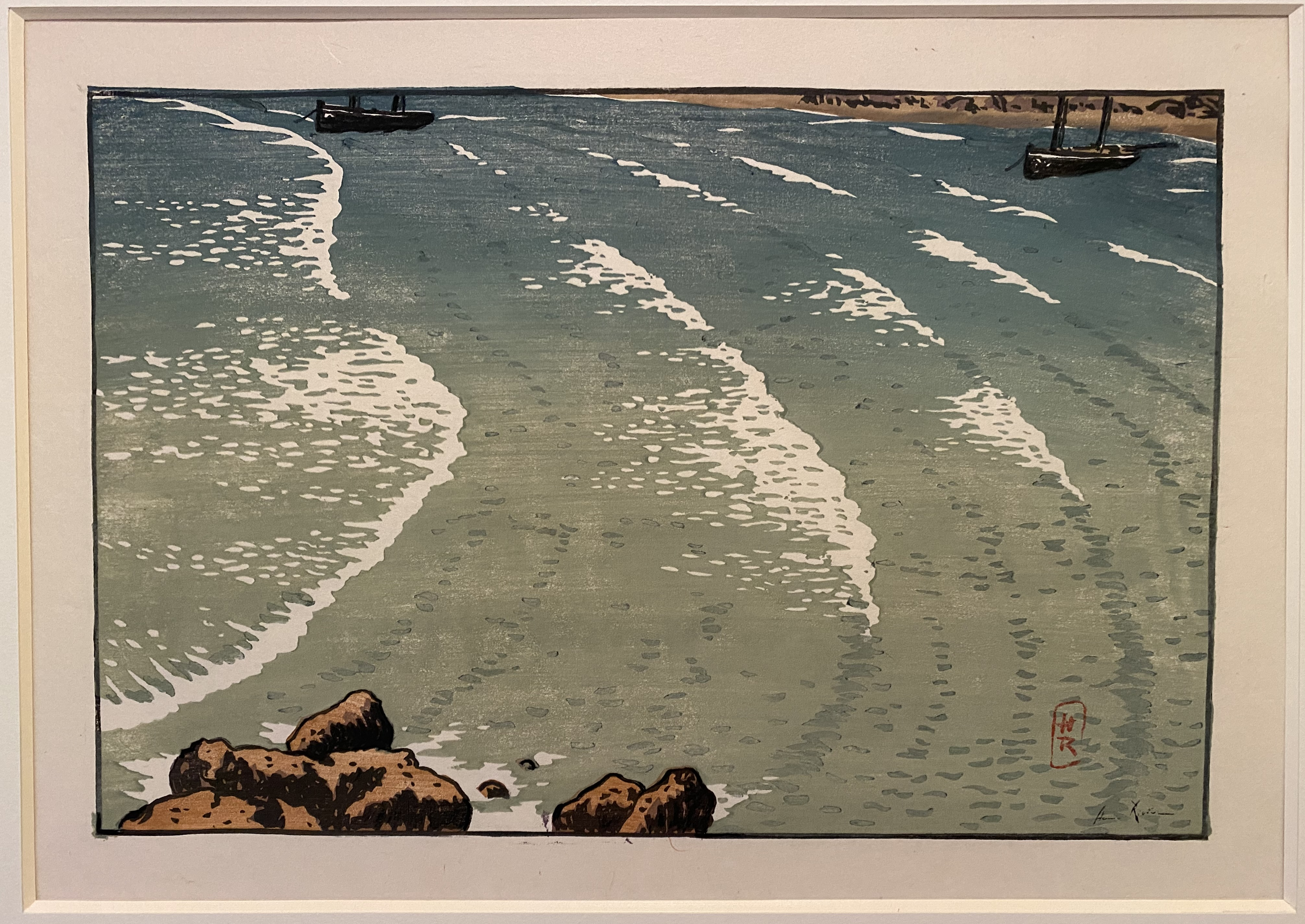
Vague mer montante (plage de la Garde-Guérin) (1890).

### L'œuvre lithographiée en couleurs (1889-1917): l'estampe murale et décorative.

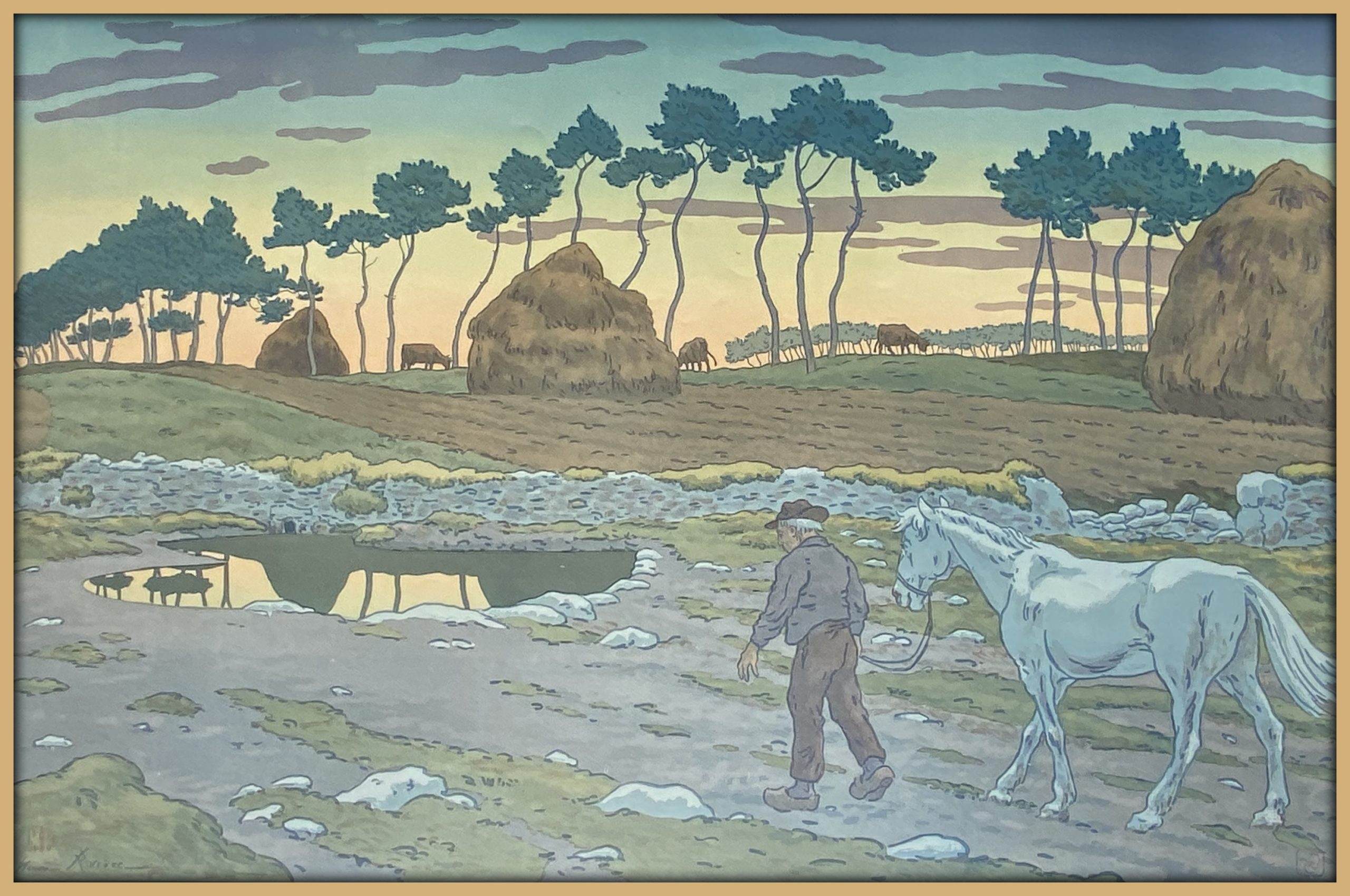
Le Crépuscule, lithographie, 1898,, planche no 8 de la série des Aspects de la nature.

À partir de 1894 et de son abandon de la gravure sur bois, il s'adonne exclusivement à la lithographie, qu'il avait déjà expérimentée à partir de 1889. Si le nombre de matrices nécessaires reste le même (une par couleur), leur exécution est beaucoup plus facile et rapide, car l'artiste n'a plus à graver les planches et se contente de dessiner à l'encre grasse sur chaque pierre, dont le tirage est confié à un imprimeur professionnel, Eugène Verneau, 108 rue de la Folie-Méricourt à Paris. Il se décharge donc des tâches qui rendaient l'exécution des xylographies si contraignante et lente.
Le changement de médium modifie complètement sa vision et son approche de l'estampe. Si son esthétique reste la même, ses estampes sont désormais tirées à plusieurs centaines voire milliers d'exemplaires : il rompt totalement avec l'esprit d'estampe objet rare qu'il cultivait à travers ses xylographies, imprimées seulement à quelques dizaines d'épreuves et réservées aux amateurs éclairés. Les relativement faibles coûts de production et l'ampleur des tirages mettent les lithographies de Rivière à la portée d'une clientèle plus large. En cela, Henri Rivière assume le caractère décoratif de ses lithographies murales, destinées à orner les habitations et les écoles.
Sa série de lithographies la plus célèbre est intitulée Les Trente-six vues de la Tour Eiffel, inspirée des Trente-six vues du Mont Fuji d'Hokusaï. En gestation dès 1888, elle aurait dû être exécutée sur bois. Elle est finalement exécutée en lithographie. Chaque estampe nécessite l'impression successive de cinq matrices lithographiques. La série est achevée en 1902 et tirée à 500 exemplaires.

Les Trente-six vues de la Tour Eiffel
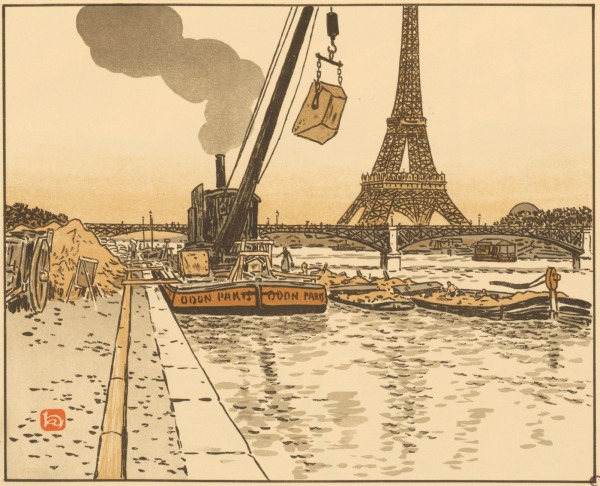
planche 13
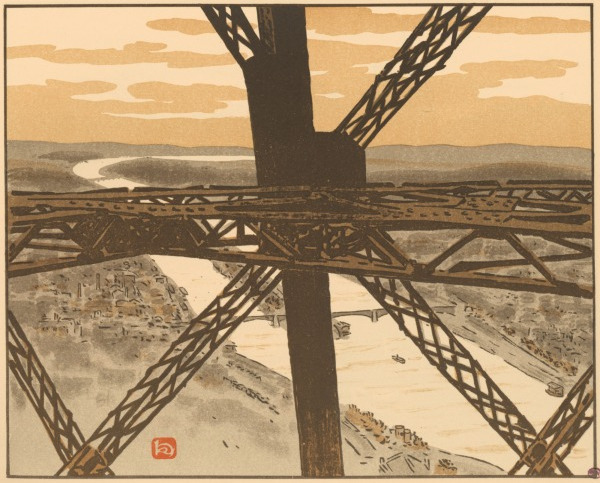
planche 25
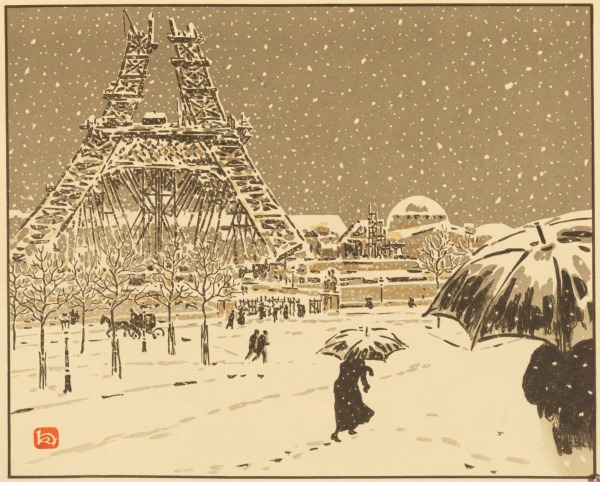
planche 3
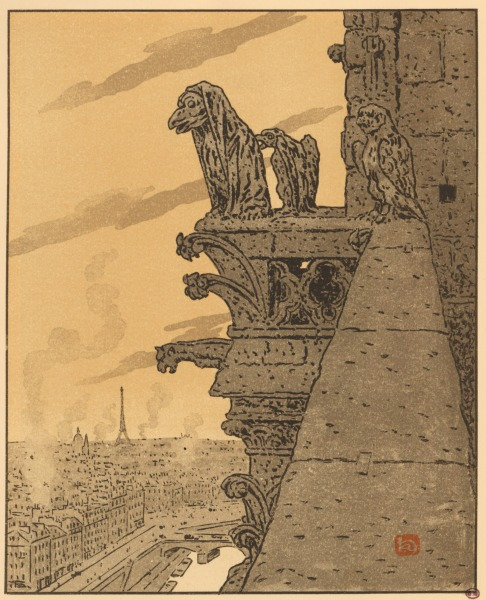
planche 9

En 1897-1898, il propose une série de 12 lithographies intitulée Les aspects de la nature, tirée à 1 000 exemplaires, publiée chez Larousse et destinée à un public enfantin. Suivent en 1900 les huit lithographies des Paysages parisiens, en 12 couleurs. Pour la Féérie des heures, constituées de 18 estampes, publiée en 1901-1902, Rivière s'inspire encore des estampes japonaises et adopte un format vertical proche de celui des kakémono. Cette série est éditée à 2 000 exemplaires. 

Lithographies de la série Féérie des Heures, 1901-1902
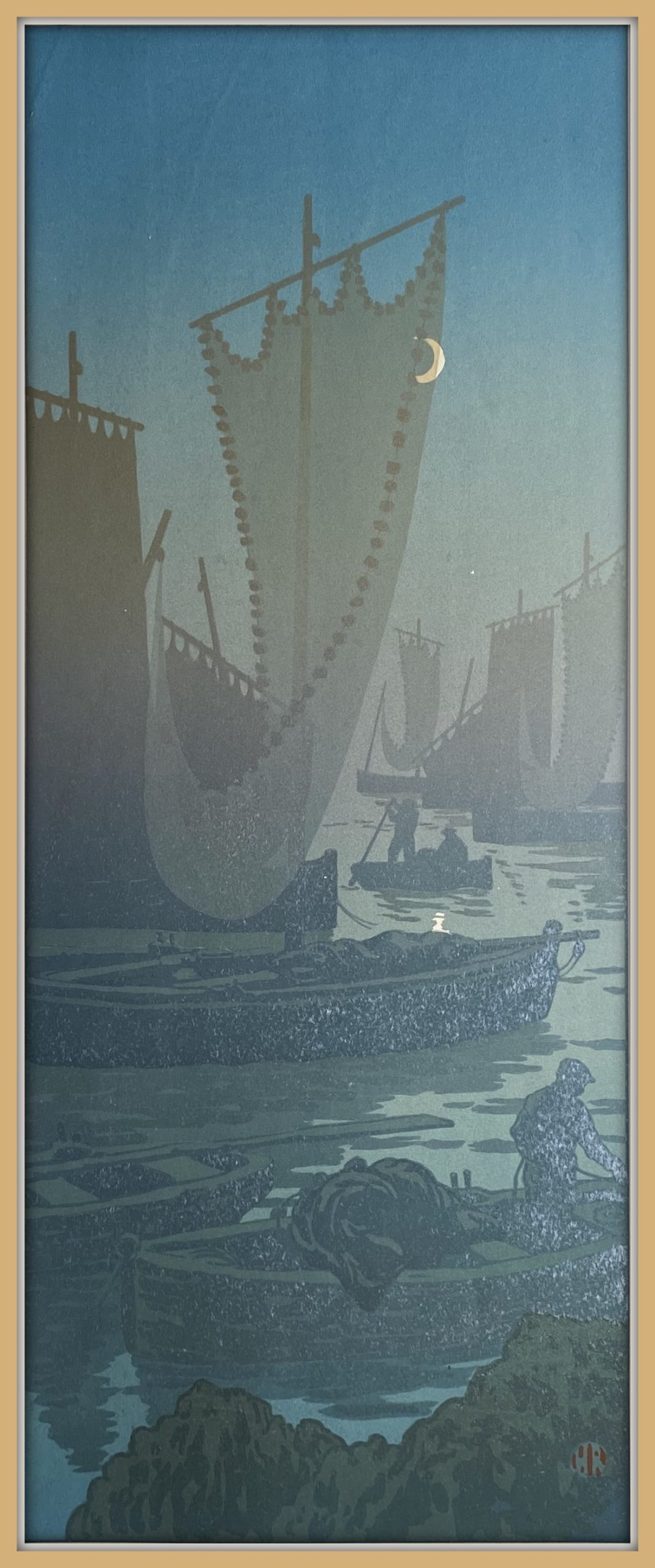
Le premier quartier
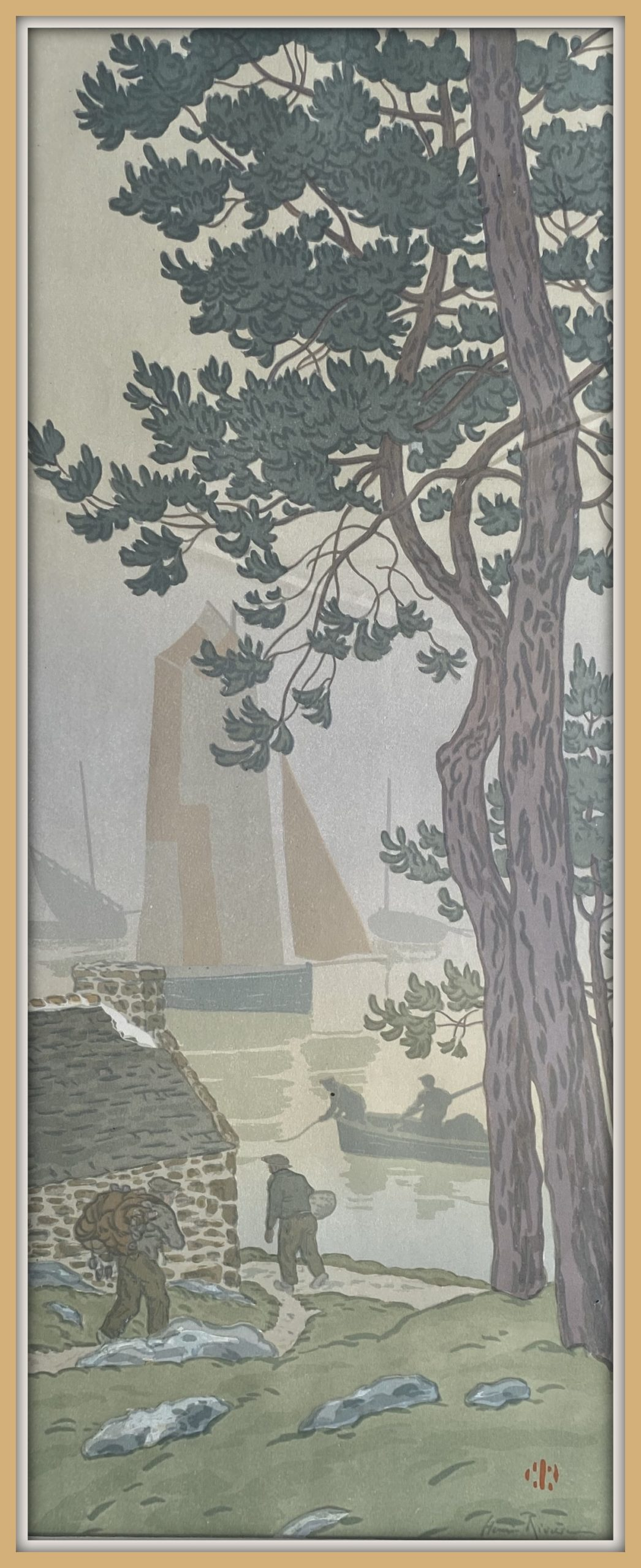
La Brume
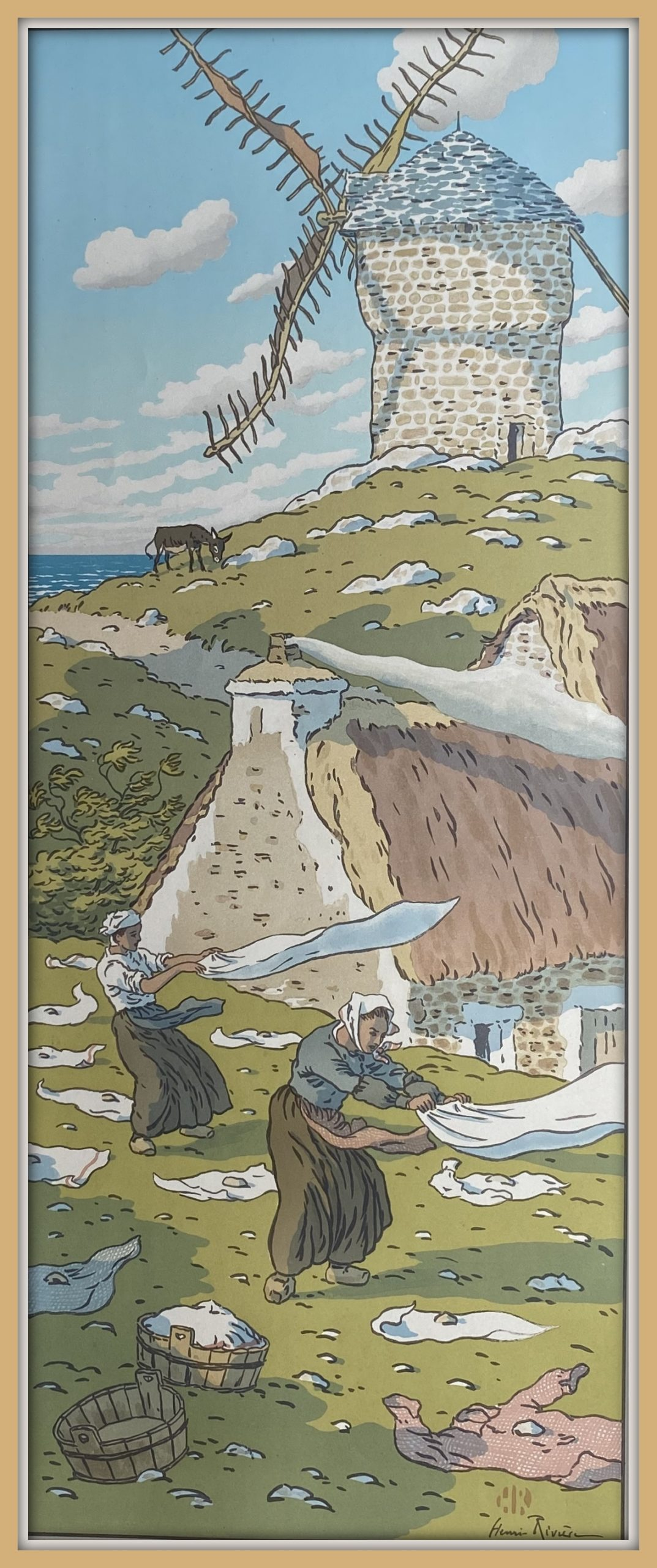
Le Vent
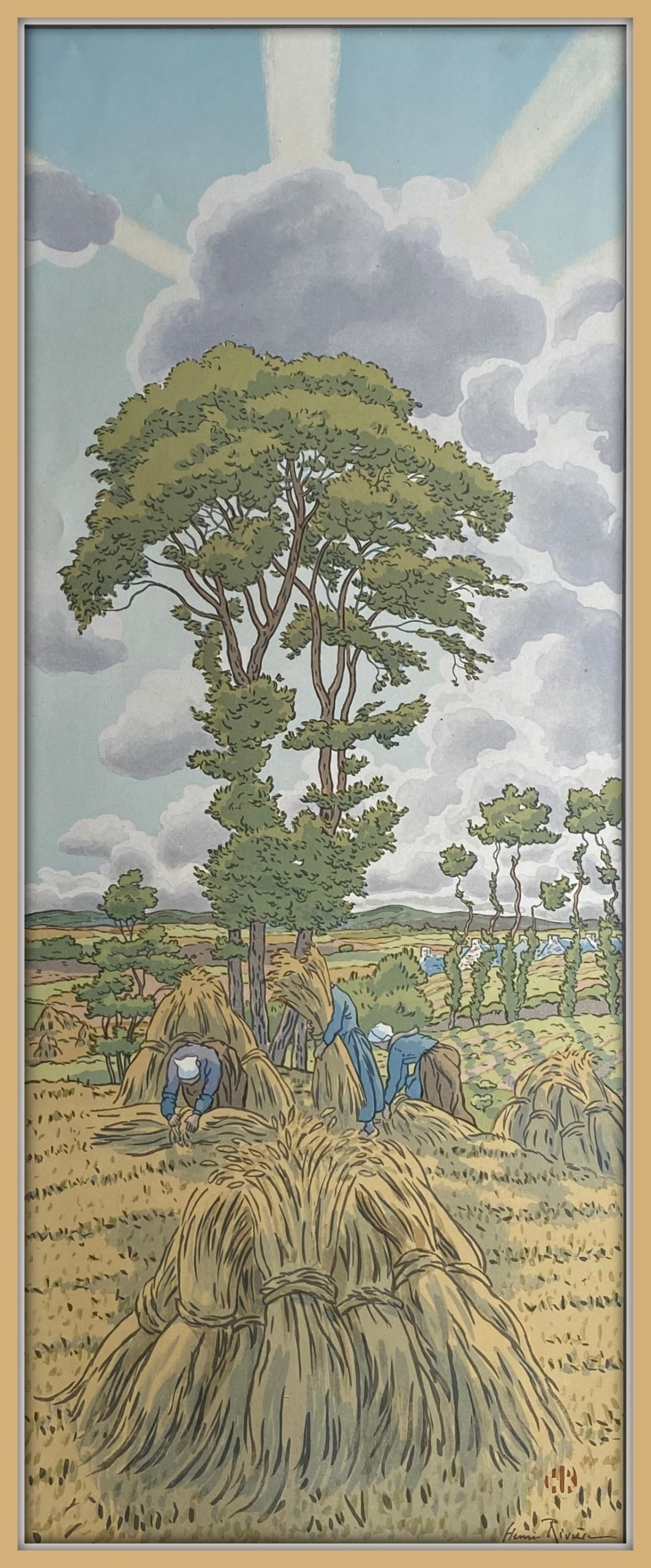
L'orage qui monte
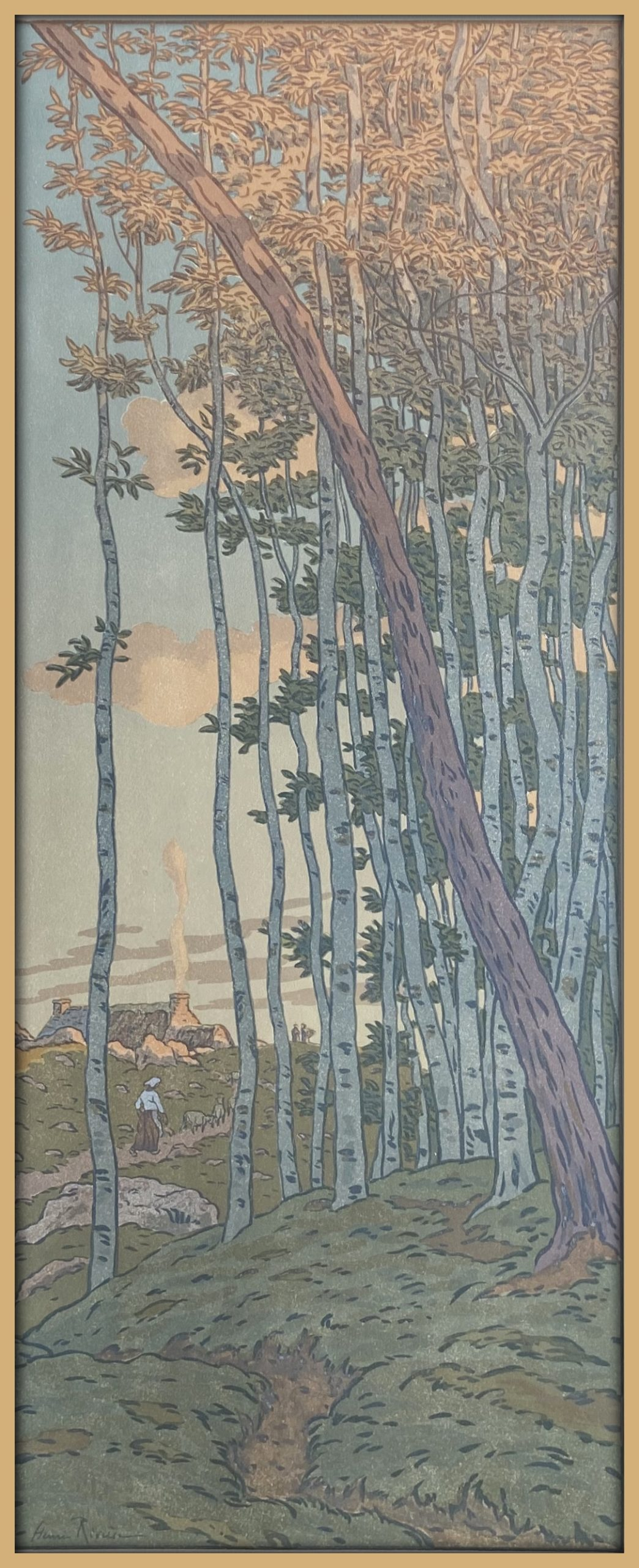
Les derniers rayons

À partir de 1898, Henri Rivière se lance dans la production d'une série intitulée Beau Pays de Bretagne, enrichie chaque année d'une nouvelle estampe jusqu'en 1917.
L'immense popularité des lithographies de Rivière doit à leur large tirage, mais également à leur déclinaison sur divers supports : calendrier, objets publicitaires...
La quasi-totalité des lithographies d'Henri Rivière ont été tirées par l'imprimeur Eugène Verneau, installé rue Folie-Méricourt. La maladie de ce dernier, au cours des années 1910 entraîne l'arrêt progressif de l'activité de lithographe de Rivière.

### Principales séries de lithographies
- Les Trente-six vues de la Tour Eiffel, 1889-1902 : 36 lithographies en cinq pierres, tirées à 500 exemplaires
- Les aspects de la nature, 1897-1898 : 12 lithographies, tirées à 1 000 exemplaires
- Paysages parisiens, 1900 : 8 lithographies en 12 couleurs.
- Fééries des heures, 1901-1902 : 18 lithographies tirées à 2 000 exemplaires
- Beau Pays de Bretagne, 1898-1917.

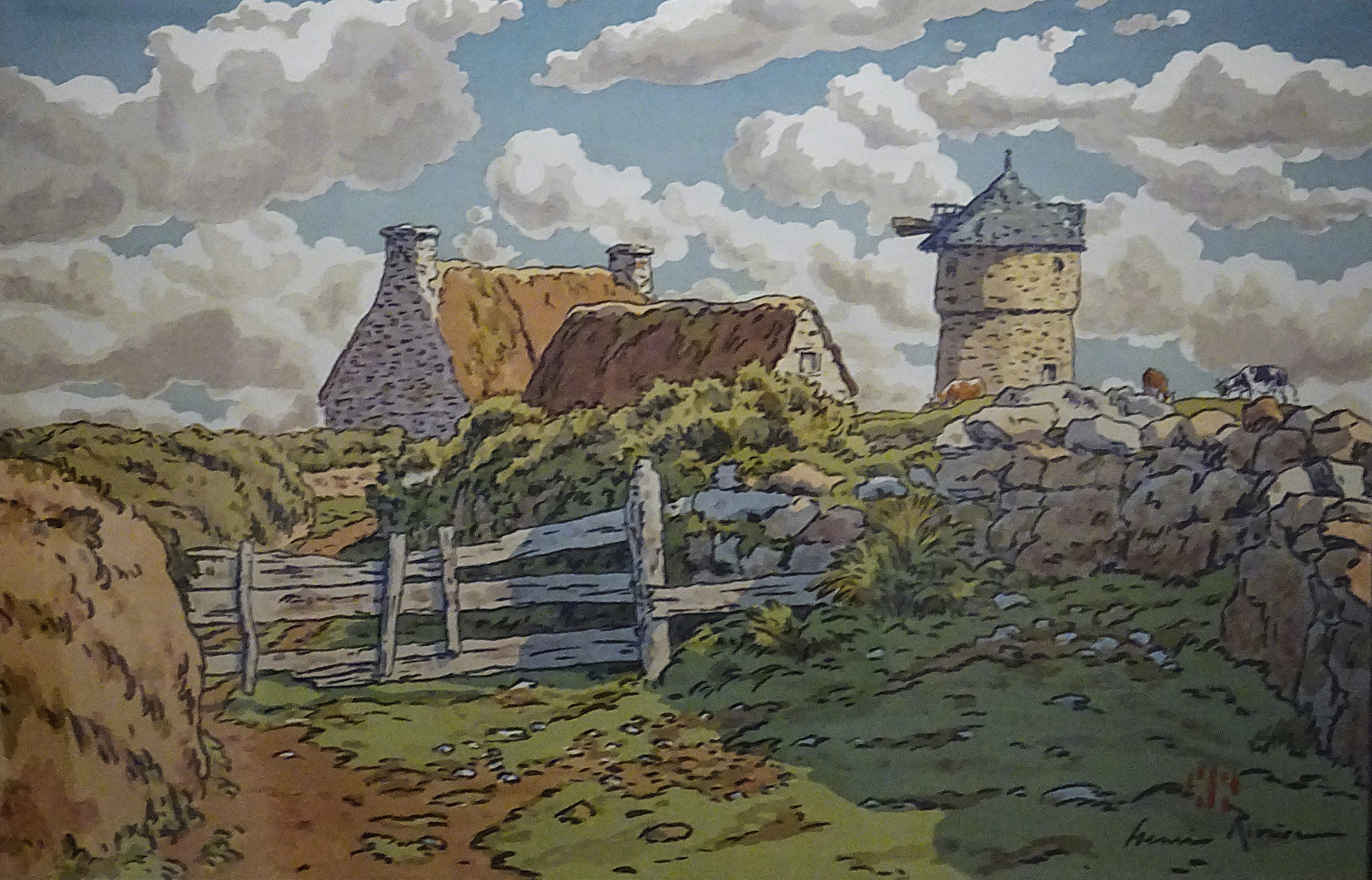
Vieux moulin à Loguivy (1910).
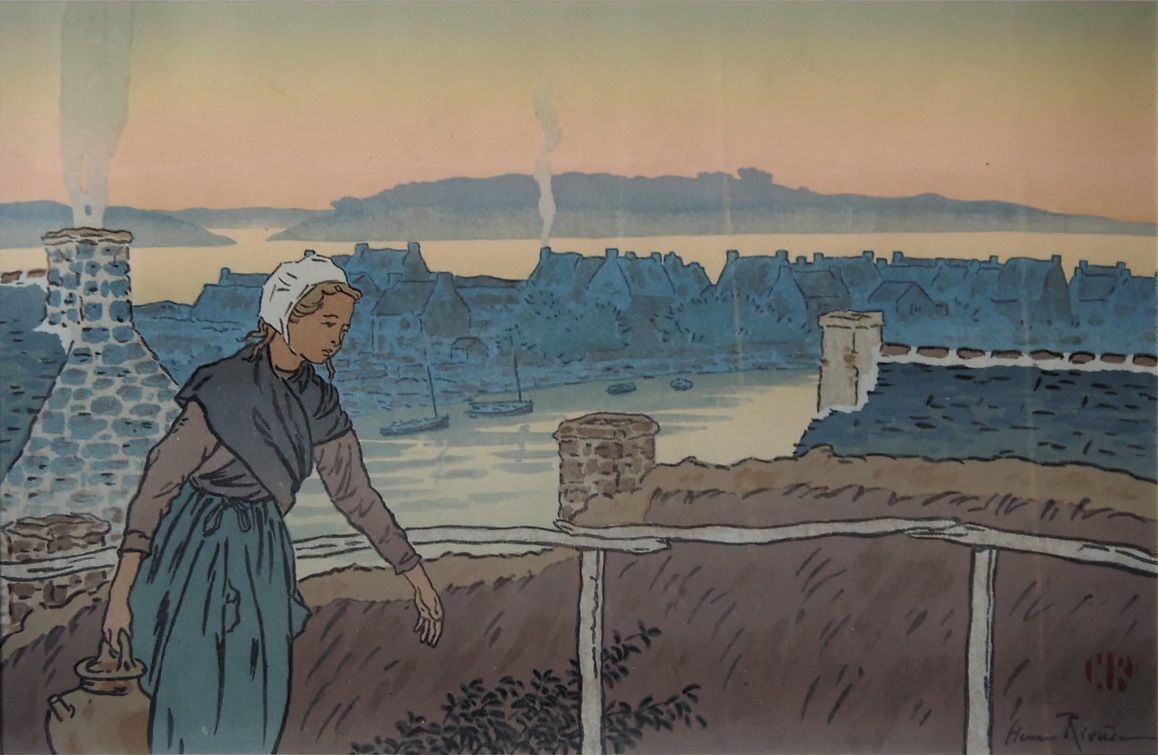
Loguivy le soir (1904).
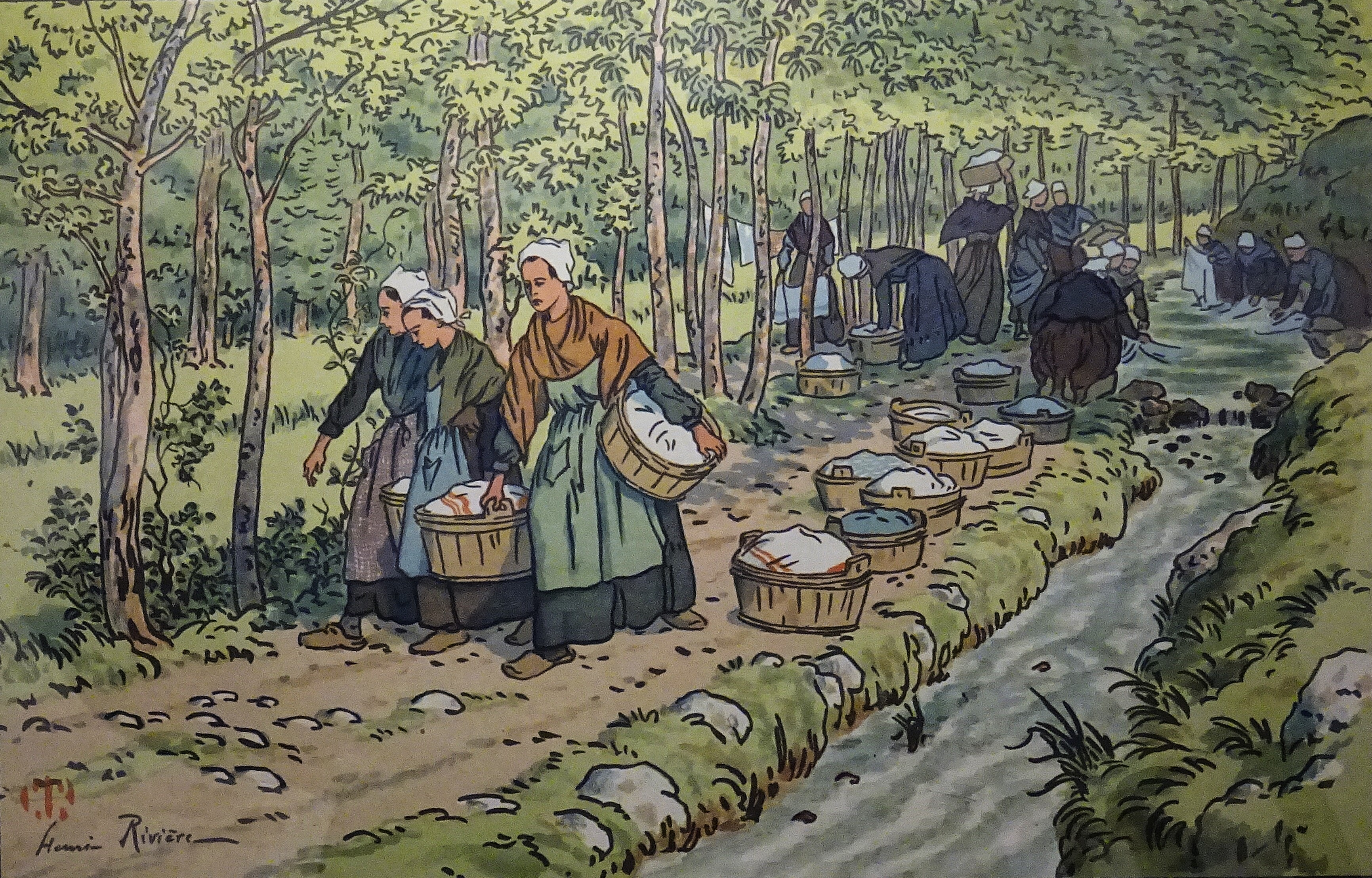
Lavoir à Tréboul (1909).
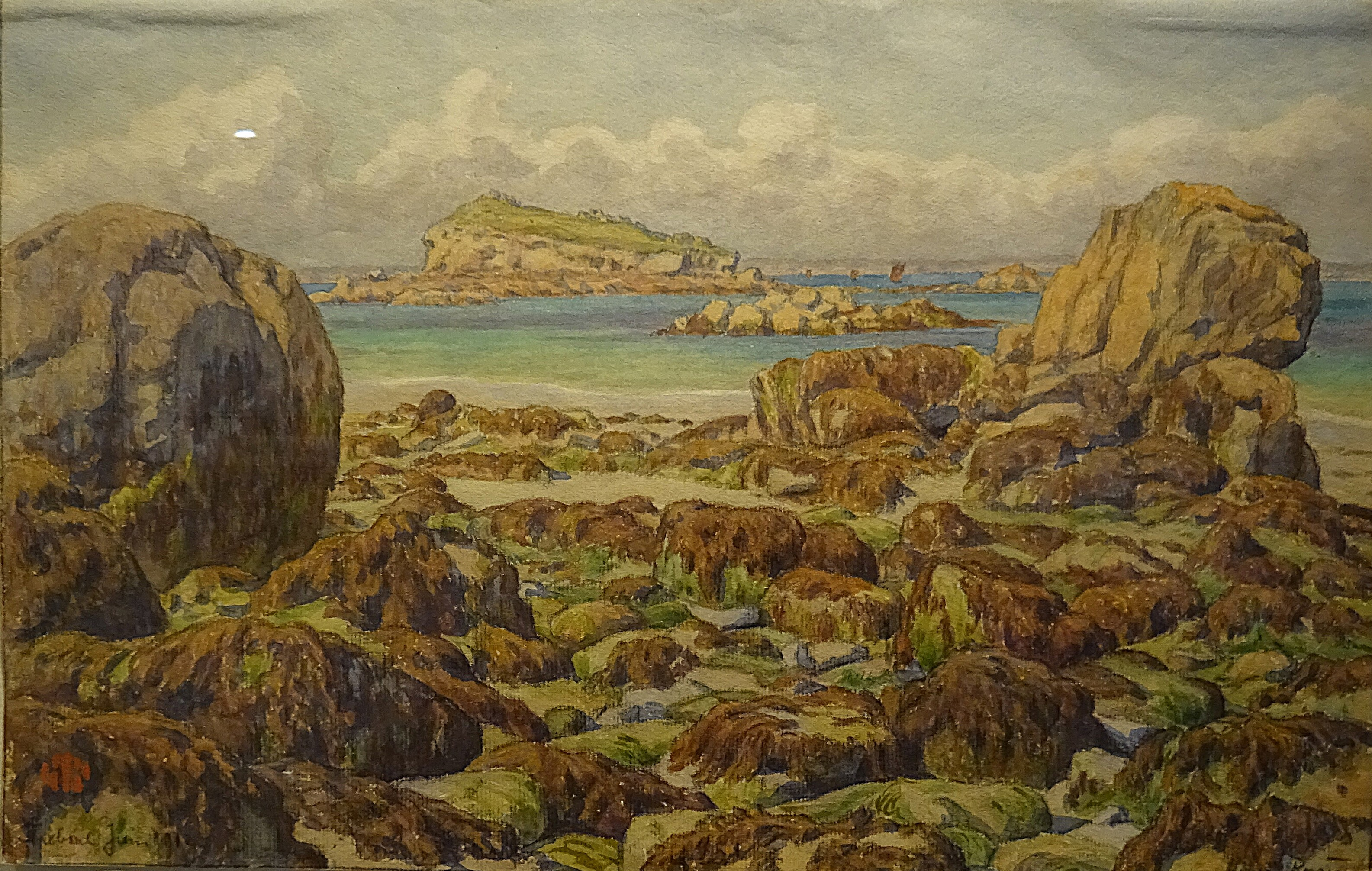
Tréboul, plage des Sables Blancs et île Colline (1903).
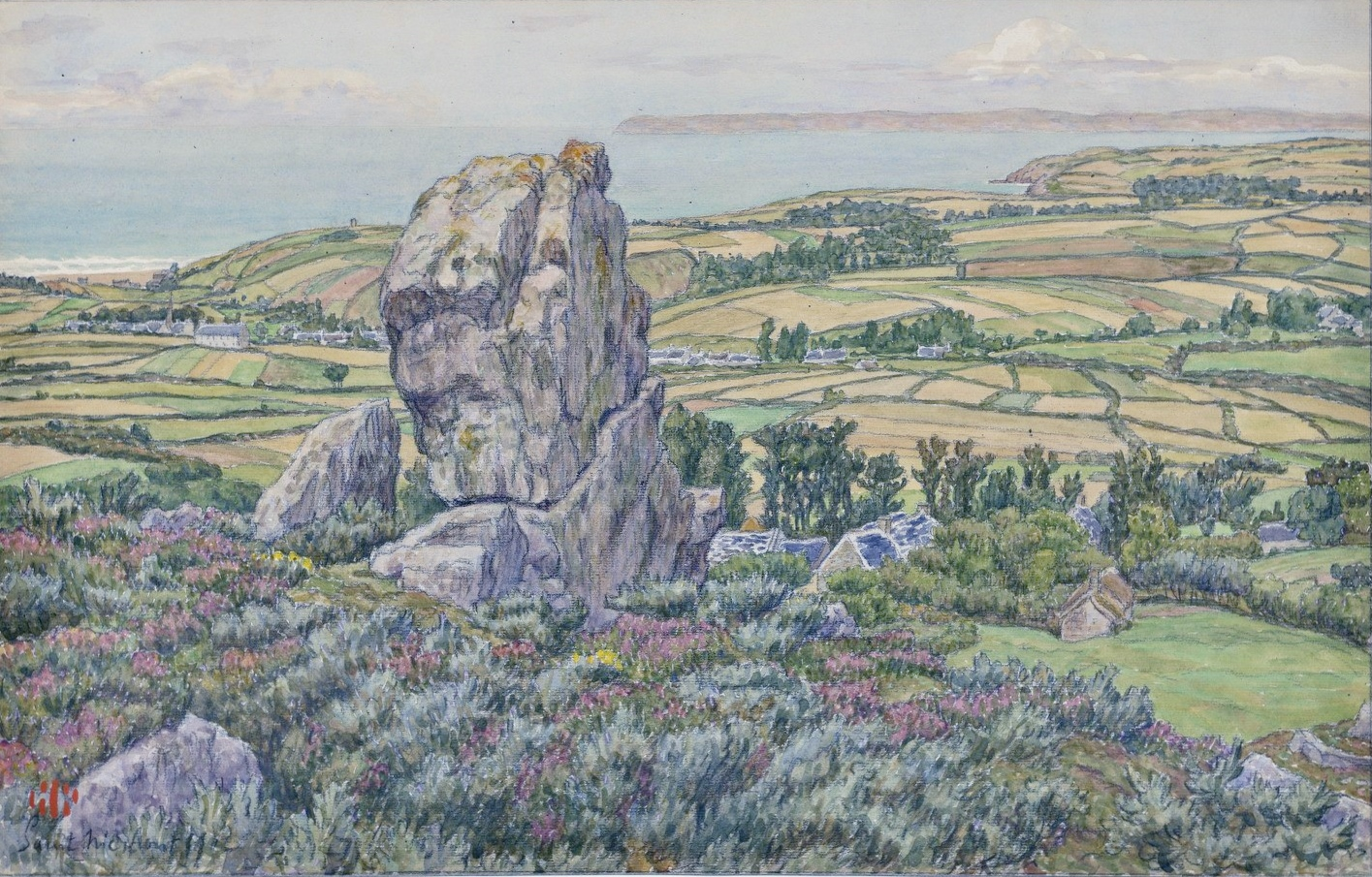
Baie de Douarnenez, environs de Saint-Nic (1912).
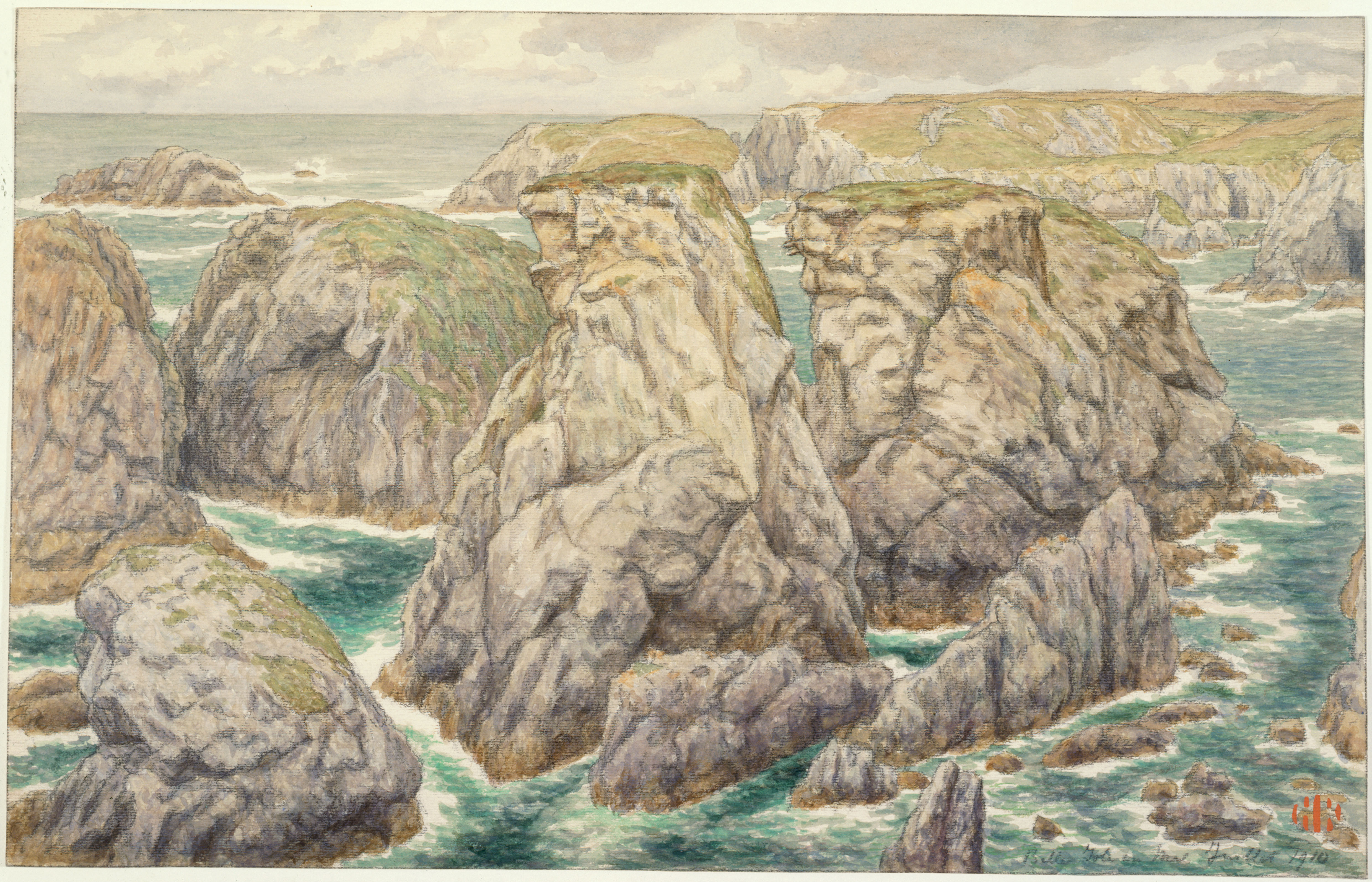
Goulphar, Belle-Île-en-Mer (1910).

## Style et influences
Les estampes d'Henri Rivière trouvent leur origine dans les centaines d'études à l'aquarelle qu'il réalise sur le motif. Le souci du détail et la minutie d'exécution de ces dernières contrastent avec la synthétisation formelle des estampes produites par l'artiste. Nombre de ces travaux préparatoires sont conservés à la Bibliothèque nationale de France.

### Impact de l'expérience du théâtre d'ombre sur la production d'estampes
L'expérience des créations pour le théâtre d'ombre infuse profondément sa production imprimées. Ses créations scéniques et ses estampes ont en commun l'attention portée aux effets atmosphériques, aux jeux de lumières, à l'usage des cernes et des aplats de couleurs.

### Influence de l'estampe japonaise

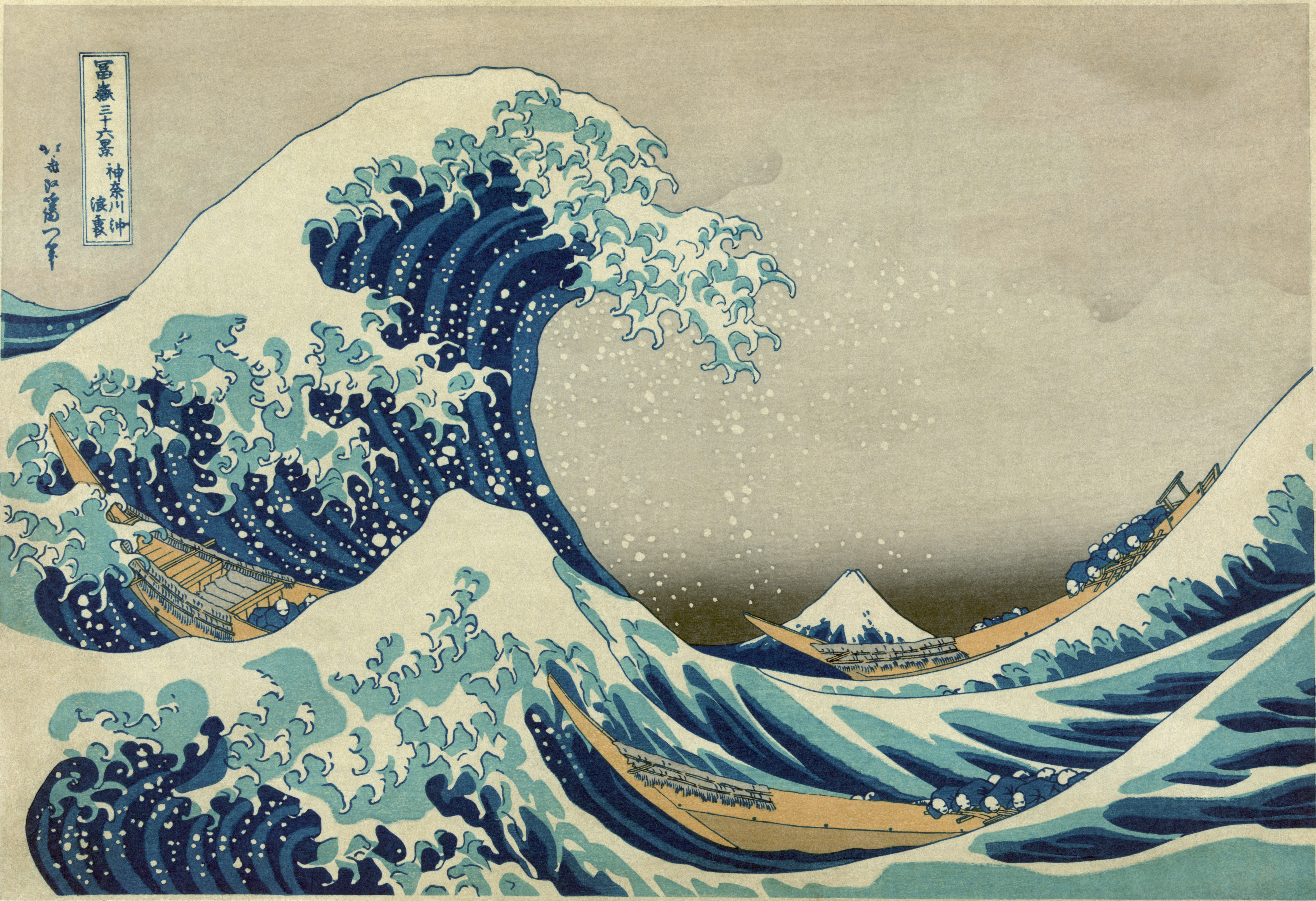
La Vague d'Hokusai, 1829

L'œuvre d'Henri Rivière appartient au courant du japonisme : son style est très marqué par l'estampe japonaise, qu'il découvre avec son ami Georges Auriol, notamment auprès de Siegfried Bing. Il admire particulièrement les productions de Katsushika Hokusai et de Andô Hiroshige. L'influence japonaise est à la fois technique et formelle : Henri Rivière « réinvente » la technique de gravure et d'impression des maîtres japonais. Il emprunte également aux estampes japonaises certains motifs et principes de composition, ainsi que la gamme colorée et les jeux de transparence permis par l'encre à l'eau. Du langage formel, il adopte enfin la simplification des formes, les aplats de couleurs et l'usage du cerne.
Sa série des Trente-six vues de la Tour Eiffel est un hommage explicite aux Trente-six vues du Mont Fuji d'Hokusaï : comme le maître japonais, Henri Rivière joue à varier les points de vue autour d'un même sujet commun (ici la Tour Eiffel) et les effets météorologiques. Toute la série a pour point commun de montrer la Tour Eiffel, soit comme sujet principal de l'image, soit comme discrète silhouette dans le paysage.

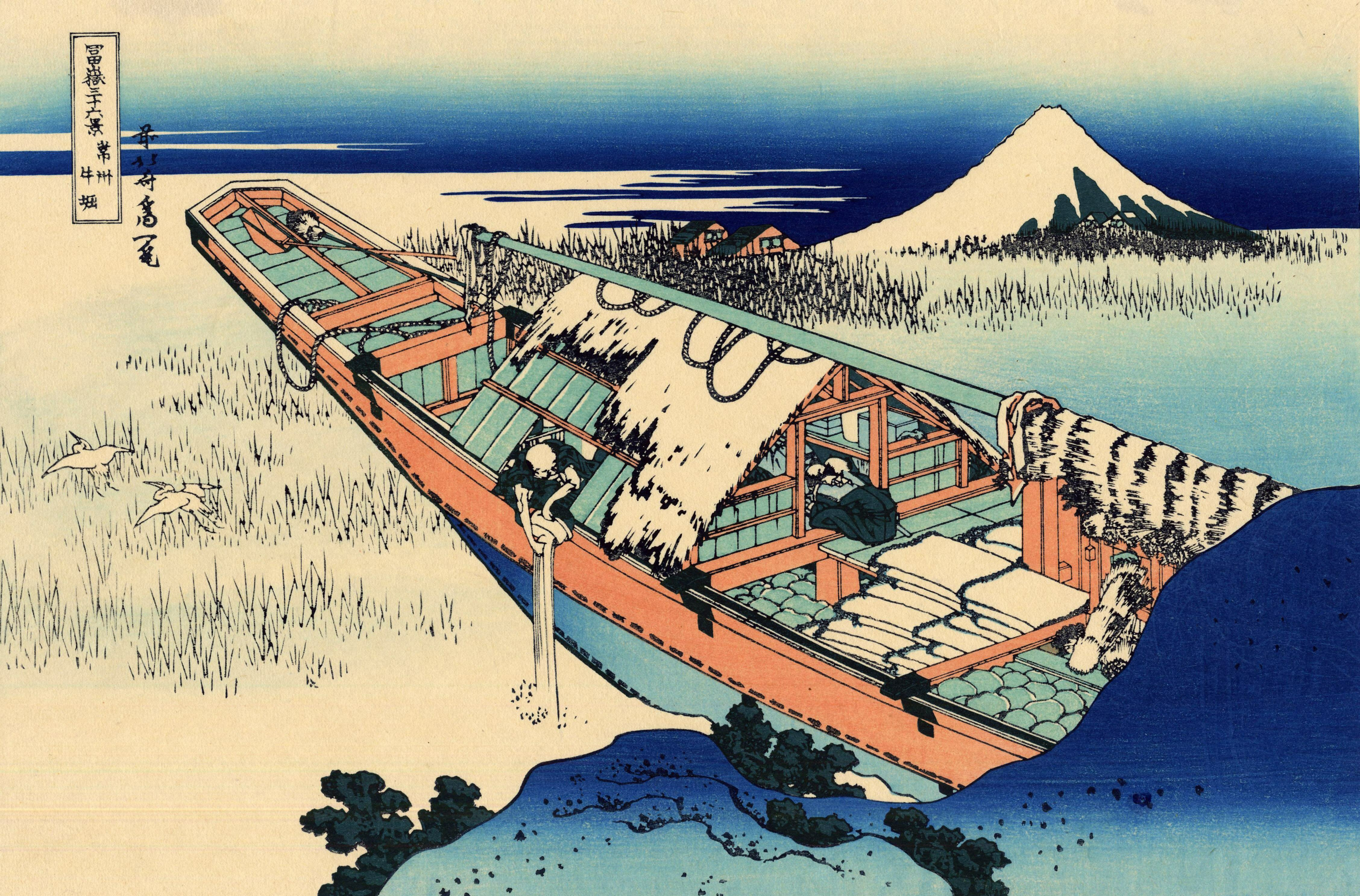
Hokusai, Ushibori dans la province d'Hitachi

Inspiré par la célèbre Grande Vague à Kanagawa d'Hokusai (1829), dont il possède un exemplaire, Henri Rivière se lance dans une série d'études de vagues.
De la même façon, Le départ des sardiniers à Tréboul emprunte directement l'astuce de cadrage coupé à Ushibori dans la province de Hitachi dessinée par Hokusai pour la série des Vues du Mont Fuji.
À la manière japonaise, Henri Rivière appose sur ses estampes un cachet : les différents cachets qu'il a utilisé au cours de sa carrière ont été dessinés par Georges Auriol.

## Œuvres à l'aquarelle
Au lendemain de la Première guerre mondiale, il se détourne totalement de l'estampe et se réfugie dans l'aquarelle. La technique, qu'il pratiquait depuis les années 1880 était surtout un médium préparatoire à ses estampes : désormais, il ne pratique l'aquarelle plus que pour elle-même. Environ un millier d'aquarelles de sa main sont répertoriées.

## Collectionneur et amateur d'art
Tout au long de sa vie, Henri Rivière a développé une collection d'art, notamment d'œuvres japonaises. Il se fournit auprès de marchands spécialisés de la place parisienne : Madame Langweil, Siegfried Bing et Tadamasa Hayashi. Avec ce dernier, il a un arrangement : en échange de la création de panneaux décoratifs destinés à sa maison de Tokyo, le marchand le rémunère en objets d'arts anciens importés. Une partie de ses estampes japonaises sont aujourd'hui conservées à la Bibliothèque nationale de France.
Henri Rivière dispose d'un large réseau de connaissances regroupant des amateurs, collectionneurs, érudits et conservateurs du patrimoine. Il est notamment ami de longue date avec Edgar Degas et avec le collectionneur et conservateur Osvald Sirèn.
Bon connaisseur, il publie quelques articles et collabore à des livres. À partir de 1913, il dirige plusieurs projets éditoriaux, pour lesquels il soigne particulièrement le travail iconographique : 
- La Céramique dans l'art musulman. Recueil de cent planches en couleurs, Paris, E. Lévy, 1913
- La Céramique dans l'art d'Extrême-Orient, Paris, Albert Lévy, 1923
- deux tomes consacrés aux enrichissements récent du musée du Louvre après 1914, parus en 1920 et 1921
- Les dessins de Degas reproduits en fac-similé, en collaboration avec l'éditeur Demotte, en 1922-1923
- la publication du collectionneur d'art chinois d'Osvald Sirèn sous le titre Documents d'art chinois de la collection d'Osvald Sirèn, avec l'éditeur Van Oest en 1925.

## Œuvres dans les collections publiques
La  Bibliothèque nationale de France possède une importante collections d'œuvres d'Henri Rivière, à la suite d'un legs consenti par l'artiste, complété en 2006 par la dation de son fonds d'atelier.
Des estampes d'Henri Rivière sont également conservées dans de nombreux musées notamment au musée départemental breton (Quimper) et au musée Baron-Martin (Gray).

### Expositions récentes
Ses œuvres sont régulièrement exposées à la maison de la Chicorée d'Orchies.
- Henri Rivière graveur et lithographe - Henri Rivière photographe (20 juin - 18 septembre 1988), Musée d'Orsay, Paris.
- La Bretagne en couleurs - (fin juin - fin septembre 2003), Musée départemental breton, Quimper.
- Henri Rivière, entre impressionnisme et japonisme (7 avril-5 juillet 2009), Bibliothèque nationale de France, Paris. Catalogue de l'exposition, relié, 224 pages,  (ISBN 9782717724318).
- Henri Rivière (12 février - 13 mai 2012), Musée d'art et d'histoire, Saint-Brieuc.
- Rivière Hokusai Hiroshige - L'amour de la nature (27 juin - 28 septembre 2014), Musée départemental breton, Quimper.
- Henri Rivière : l'intégrale des estampes (27 juin - 10 août 2024), Salle des fêtes municipale, Douarnenez (Finistère).

## Publications
- A. Melandri : Les Farfadets. Conte breton, illustrations d'Henri Rivière, Maison Quantin, 1886
- Les Détours du chemin - Souvenirs notes & croquis, préface de Philippe Le Stum. Éditions Équinoxe, 2004 -  (ISBN 9782841354337). Mémoires, avec choix d'illustrations par l'auteur.